# Bullengraben
Der Bullengraben ist ein bereits im 7. Jahrhundert kultivierter Wassergraben im Berliner Urstromtal. Er liegt im Berliner Bezirk Spandau und führt vom alten Dorfkern Staakens über rund fünf Kilometer nach Osten zur Havel, in die er, im letzten Stück unterirdisch verrohrt, nördlich des Burgwalls Spandau mündet. Über Jahrhunderte zur Melioration der feuchten Niederung genutzt, dient der Graben seit den 1960er Jahren als Entwässerungsgraben zur Aufnahme des Regenwassers aus den umliegenden Spandauer Stadtquartieren. Die Bebauung der Gebiete um den Bullengraben spiegelt einen Teil der Spandauer Siedlungsgeschichte wider.
Zwischen 2004 und 2007 wurde der in den 1960er und 1970er Jahren kanalisierte und anschließend vernachlässigte Graben im Rahmen einer Ersatzmaßnahme durch die DB ProjektBau saniert. Parallel zum Graben legte die Tochtergesellschaft der Deutschen Bahn den bis zu 200 Meter breiten Grünzug Bullengraben/Lindenufer mit Spiel- und Sportplätzen, Erholungsflächen, Brücken, Stegen und einem Weg an, der bis zum Elsflehter Weg geht. Der rund vier Meter breite und mit glattem Asphalt belegte Bullengrabenweg (Nr. 20 der 20 grünen Hauptwege Berlins) steht Fußgängern, Radfahrern und Skatern zur Verfügung. Im letzten Teilstück bezieht der Grünzug den Burgwallgraben und eine rund 100 Meter lange Promenade an der Havel ein. Zudem wurden im Grünzug liegende Biotope wie das Stieglakebecken und Wiesenbecken sowie zuführende Gräben wie der Egelpfuhlgraben renaturiert. Für die Schaffung der Gesamtanlage erhielt die Deutsche Bahn 2008 den Gustav-Meyer-Preis, der seit 1995 alle zwei Jahre für hervorragend geplante öffentliche Grün- und Parkanlagen vergeben wird. Der Preis trägt den Namen Johann Heinrich Gustav Meyers, des ersten Städtischen Gartenbaudirektors Berlins.

## Überblick über den Verlauf des Grabens und des Grünzugs

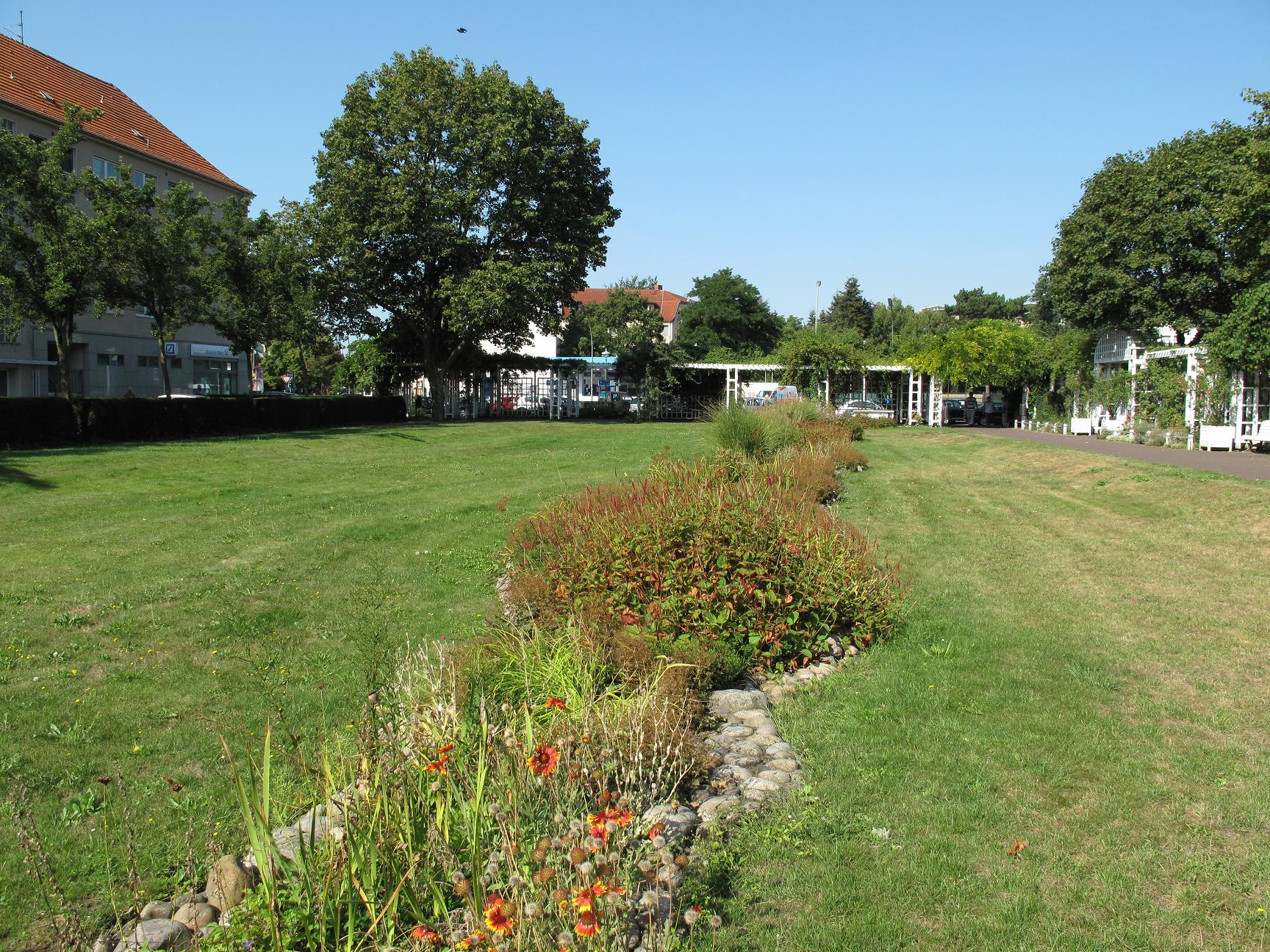
Grünanlage am Ziegelhof mit dem „Blumenbach“ über dem hier verrohrten Bullengraben

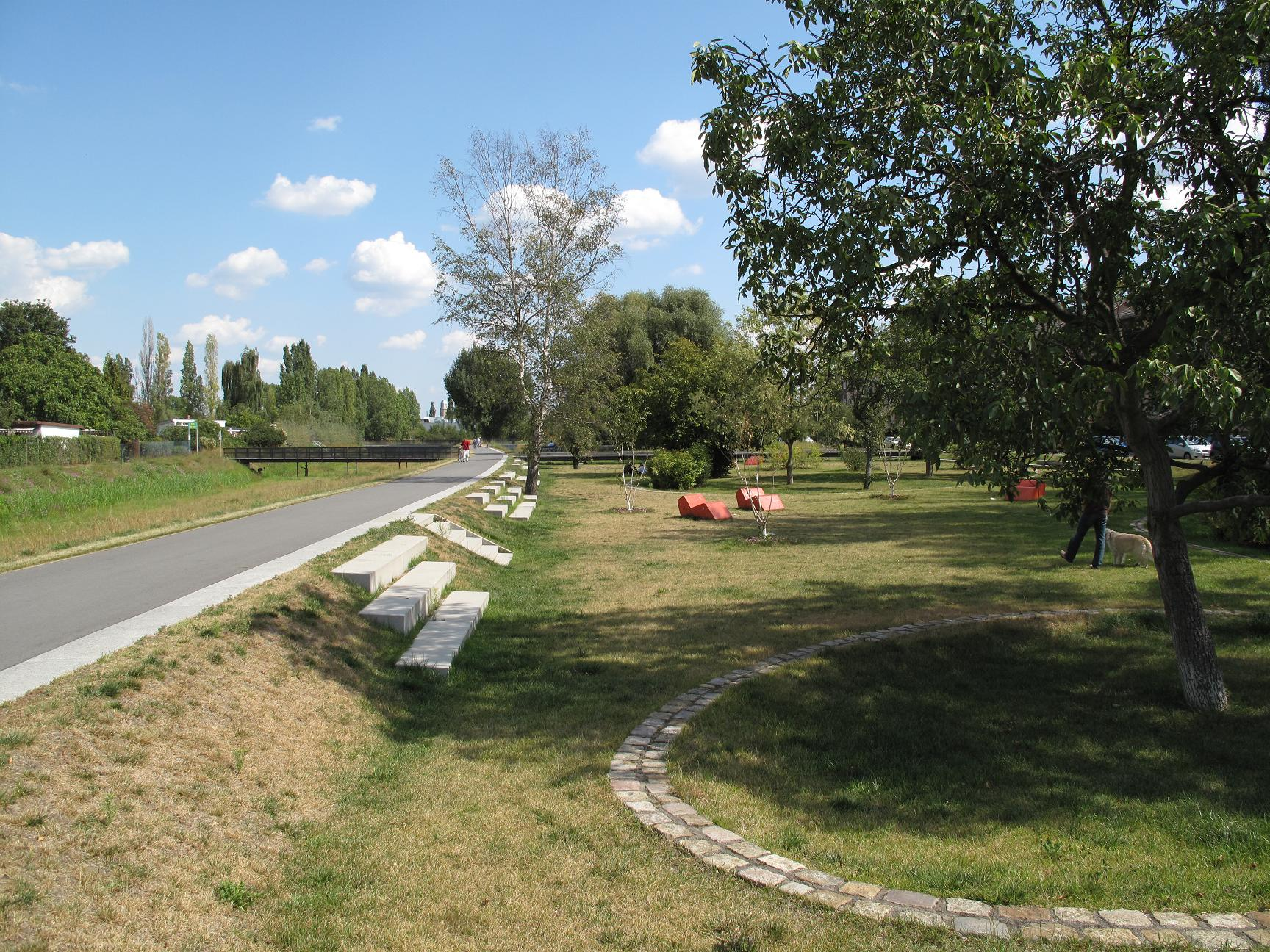
Grünzug mit Bullengraben (links) und Senkgarten

Der Bullengraben verläuft zwischen den Straßenzügen Heerstraße und Brunsbütteler Damm. Er beginnt nordwestlich der Altstaakener Dorfkirche am ehemaligen Krankenhaus Staaken-West, ist aber auf den ersten Metern verwildert und kaum noch wahrnehmbar. Der neu angelegte Bullengrabengrünzug beginnt rund einhundert Meter östlich am Nennhauser Damm, von dem ein Metallsteg hinunter in die Niederung zu einem kleinen Absetzbecken führt, das als „Symbol für die ‚Quelle‘ des Bullengrabens“ gilt. Von dem Becken ziehen sich der Graben und der Grünzug über rund 4,5 Kilometer in leichten Schleifen nach Osten. In Staaken passiert er die Staakener Felder und die Louise-Schroeder-Siedlung. Am Grabenkreuz mit dem Egelpfuhlgraben und Neustaakener Graben verlässt der Grünzug Staaken und bildet bis zur Havel die Grenze der Ortsteile Spandau (Norden) und Wilhelmstadt (Süden), dabei verläuft die Ortsteilgrenze streckenweise auf der südlichen und streckenweise auf der nördlichen Grabenseite. Vorbei an der Spandauer Ortslage Klosterfelde, an Neubaugebieten und an Kleingartenkolonien erreicht der Graben den Elsflether Weg und die Altbaugebiete um die Klosterstraße. Insgesamt queren den Bullengraben 17 Brücken, die zum Teil als kleinere Holz- oder Metallbrücken zur Fußverbindung zu den Kleingärten oder angrenzenden Siedlungen ausgeführt sind.
Jenseits des Elsflether Weges führen der Graben und der Grünzug noch rund 50 Meter weiter nach Osten und brechen an der rückseitigen Bebauung der breit angelegten Klosterstraße ab. Der Graben verläuft ab hier unterirdisch verrohrt zur Havel. Östlich der Klosterstraße liegen die Rohre unter der „Grünanlage am Ziegelhof“, die in gerader Strecke zur Havel führt. Ein „Blumenbach“ deutet den unterirdischen Röhrenverlauf an. Der unterbrochene Grünzug setzt sich an der Straße Ziegelhof entlang des hier beginnenden Burgwallgrabens nach Südosten fort und erreicht nach der Beschreibung eines Halbkreises nach rund 300 Metern gleichfalls die Havel. Die Lücke im Grünzug muss über die Elsflether, Seeburger und Klosterstraße bis zum Ziegelhof umgangen werden (Stand: 2009), soll aber nach Planungen des Bezirksamtes geschlossen werden.

## Geologie und naturräumliche Lage

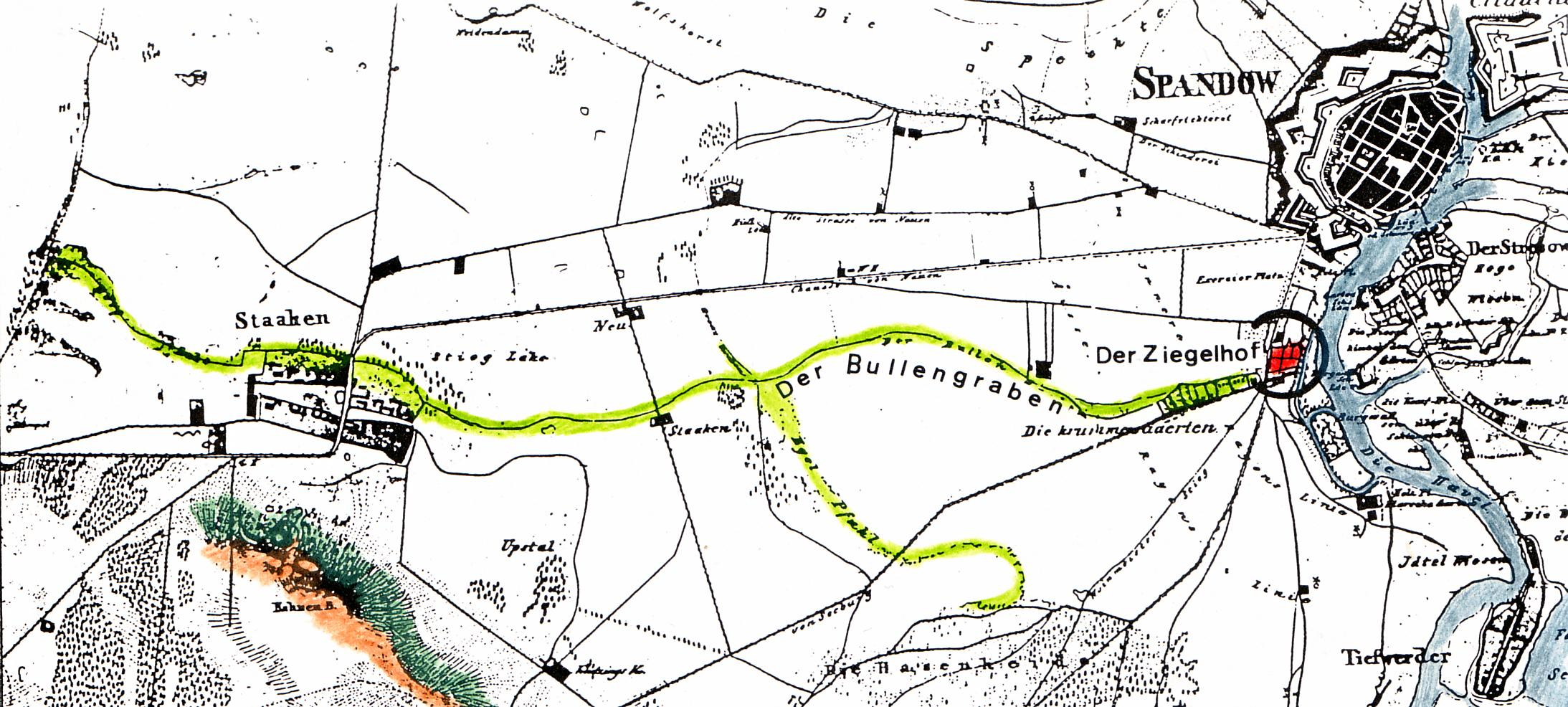
Niederung des Bullengrabens, Egelpfuhl, Ziegelhof und Burgwallinsel auf einer Karte von 1836. Die grün-braunen Flächen kennzeichnen ehemalige Weinberge am Nordhang der Nauener Platte.

Die Bullengrabenniederung ist aus einer ehemaligen Fließrinne innerhalb des weichselglazialen Berliner Urstromtals entstanden. Der Bullengraben fließt heute entgegen der ursprünglichen Strömungsrichtung des Urstromtals von Westen nach Osten in die Havelrinne, einer Glazialen Rinne, die das Urstromtal quert, ohne es über eine längere Strecke zu benutzen. Er mündet rund 800 Meter südlich der Spree in die Havel. Das Urstromtal ist aus mächtigen Sanden aufgebaut, die mehr als 20 Meter Mächtigkeit erreichen können. Nach der Eiszeit hat sich westlich der Havelrinne im Zuge alluvialer Verlandungsprozesse Niedermoorboden mit Torf- und Wiesenkalklagern ausgebildet. Während der östliche Teil des Urstromtals von der Spree in der natürlichen Fließrichtung durchflossen und entwässert wird, fehlen im westlich der Havel gelegenen Teil größere Flüsse. Das ausgedehnte und ehemals sehr feuchte und oft überschwemmte Niederungsgebiet wurde lediglich von Gräben wie dem Bullengraben und der Spekte, die rund einen Kilometer nördlich parallel zum Bullengraben floss, zur Havel entwässert. Der Nordhang der Nauener Platte, die das Urstromtal hier nach Süden begrenzt, liegt im Mittel rund einen Kilometer vom Bullengraben entfernt.

## Geschichte des Bullengrabens und Siedlungsgeschichte

### Früher Meliorationsgraben und Etymologie
Der sehr wahrscheinlich in der glazialen Fließrinne künstlich angelegte Bullengraben diente spätestens seit der slawischen Besiedlung, die im Havelland im 7. Jahrhundert einsetzte, der gezielten Melioration der feuchten Niederungen westlich der Havel und ermöglichte Weide- und Heuwirtschaft. Der Name wird daher auf das slawische Wort für Heuballen zurückgeführt. Nach anderer Darstellung beruht der Name darauf, dass der Graben als Tränke für Bullen diente. Angeblich waren der Bullengraben und die Spekte Teil eines nahezu lückenlosen überregionalen Kanalnetzes, das über Nauen und das Havelländische Luch mit der Elbe in Verbindung stand. Bestätigungen für diese Überlegungen gibt es nach Winfried Schich nicht:

„In Spandau glauben die Archäologen, über Havel und Spree hinaus im Zuge der nach Westen führenden Niederungen der Spekte und des Bullengrabens weitere, kanalisierte Wasserwege rekonstruieren zu können. Dazu kann der Historiker ebensowenig sagen wie zu der Frage, ob die märkische Kulturlandschaft mit ihren zahlreichen Wassergräben und Wallanlagen etwa sogar das Erbe einer bronzezeitlichen Kolonisation mit einem agrarischen Bewässerungssystem war, wie Klaus Goldmann meint. Das Gewirr aus natürlichen und zu den verschiedenen Zeiten gegrabenen künstlichen Wasserläufen in der Mark ist hinsichtlich seiner Genese nicht leicht aufzulösen.“

### Ehemalige Mündung am slawischen Siedlungszentrum

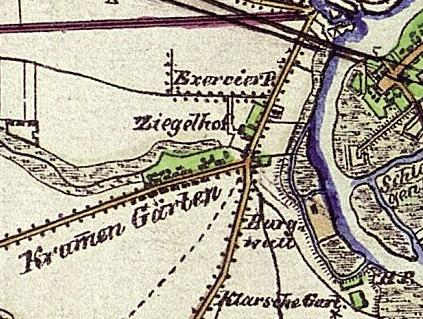
Mündung des Bullengrabens in den noch vollständigen Burgwallgraben auf einer Karte von 1842

Der Bullengraben mündete bis zur Mitte des 19. Jahrhunderts in den nördlichen Teil des Burgwallgrabens, der die Burgwallinsel im Halbkreis umfloss. Mit dem Bau der Berlin-Hamburger Bahn wurde dieser Teil des Burgwallgrabens um 1870 zugeschüttet. Eine Verbindung zwischen dem Bullengraben und dem südlichen Rest des Burgwallgrabens besteht nicht mehr. Die Burgwallinsel, Ende des 20. Jahrhunderts eine der größten archäologischen Grabungsstätten Berlin/Brandenburgs, bildete das Zentrum der slawischen Siedlungskammer des Spandauer Raums. Neben dieser zentralen Burg bestand am Bullengraben zwischen dem 8. und 10. Jahrhundert eine weitere altslawische Siedlung am heutigen Cosmarweg.

„Der Burgwallgraben zeigt sich auf dem Stadtplan Spandaus so: Dicht am Ostrande des hochgelegenen Havellandes, von diesem durch einen schmalen Graben abgetrennt, liegt, länglich von Nordwesten nach Südosten erstreckt, die Insel, die auf der Ostseite von der Havel begrenzt wird. Eine Baum- und Gesträuchreihe, zumeist von Weiden gebildet, erinnert daran, dass das Gelände hier […] noch einmal unterteilt war. Diese alte Grabenspur ist die eigentliche Begrenzung des heutigen Burgwallgeländes; sie führte den Namen Bullengraben.“

### Klosterfeld und Ziegelhof
Im Zuge der deutschen Ostsiedlung entstand im Quellbereich des Bullengrabens das 1273 erstmals urkundlich erwähnte Dorf Stakene (Staaken). Im Mündungsbereich stifteten die askanischen Markgrafen in der ersten Hälfte des 13. Jahrhunderts das Benediktinerinnenkloster St. Marien mit Klosterkirche, Klausur und umfangreichem Wirtschaftshof. Auf den Grundstücken vor dem Klostertor zwischen Bullengraben, Burgwallgraben und Havel befanden sich bis zur Klosterauflösung 1590 die Ackergärten der Benediktinerinnen, die mit 60 Ackerhufen 11,5 Hufen mehr besaßen als die Stadt Spandau in ihrer Feldmark. Dazu gehörten die auf alten Karten verzeichneten Krummen Gärten, die direkt am Bullengraben lagen. Bei den Krummen Gärten wurden im 15. Jahrhundert neun kleine Häuser angelegt – wahrscheinlich die ersten Wohngebäude außerhalb Staakens, des Klosters und der Spandauer Stadtmauer. Um 1580 erwarb Rochus zu Lynar, der Baumeister der Zitadelle, die Ackerflächen der Nonnen und baute hier Wein an.
Nachdem Kurfürst Georg Wilhelm den alten Ziegelofen auf dem Stresow hatte abreißen lassen, errichtete 1676 der Rat der Stadt Spandau auf den alten Klosterflächen die neue Ratsziegelei mit einem Ofen, einer Ziegelscheune und vier Kalkscheunen. Überflügelt von den aufstrebenden Ziegeleizentren von Glindow und Werder, ließ die Stadt den Ziegelofen 1755 abbrechen und durch eine Obstbaumplantage ersetzen. Pächter der Flächen, die häufig von der Havel und vom Bullengraben überschwemmt wurden, waren nunmehr Ackerbürger und Gärtner. Das Gebiet war Teil des Klosterfeldes und der Potsdamer Vorstadt, die ab 1872 den 8. Spandauer Stadtbezirk bildete. Mit der Anlage der Wilhelmstadt setzte 1867 die Bebauung der Flächen am ehemaligen Ziegelhof ein.

### Vorflutgesetz 1811 und Verrohrung

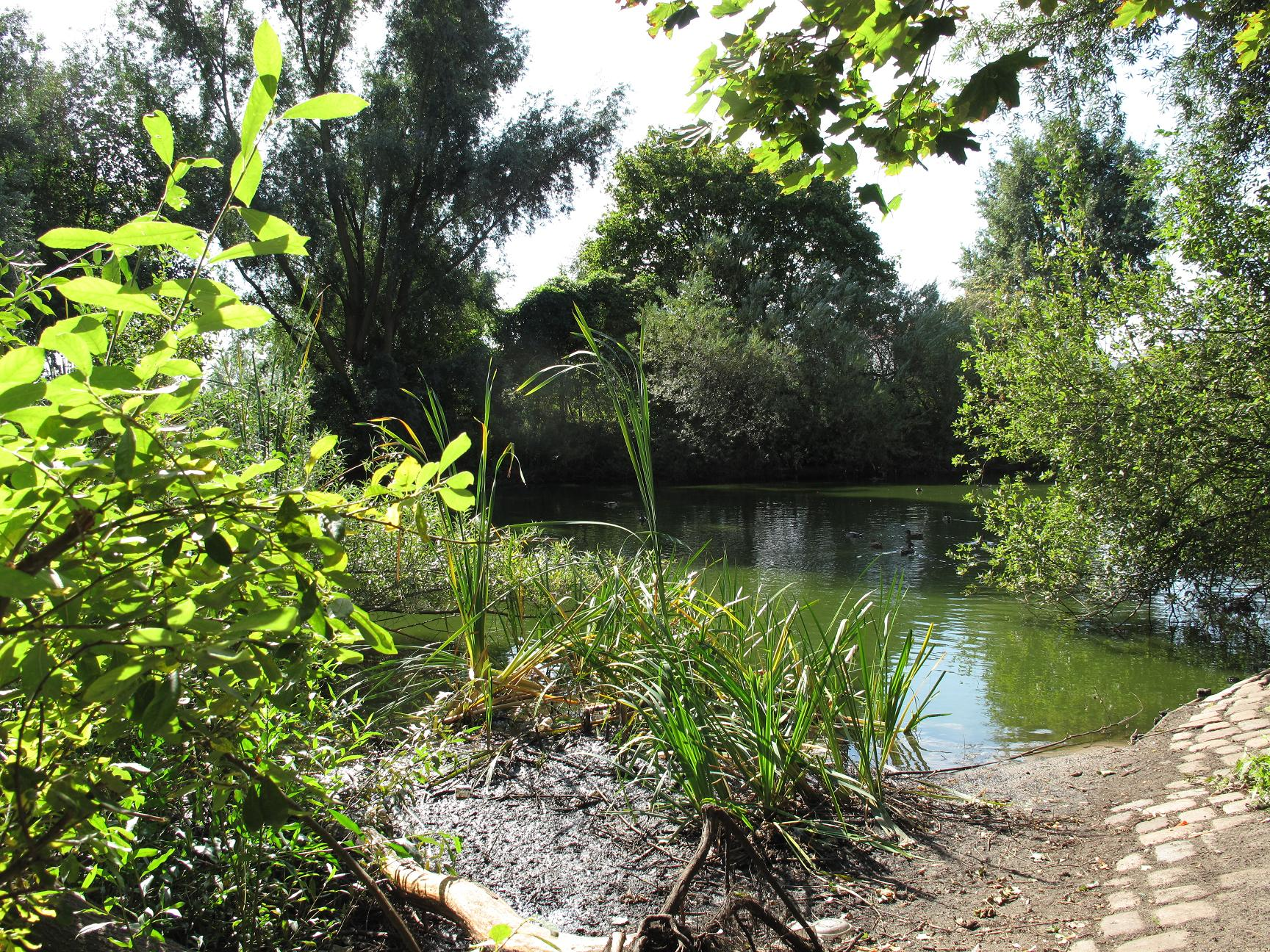
In den 1960er Jahren angelegtes Stieglakebecken (Rückhaltebecken), 2009

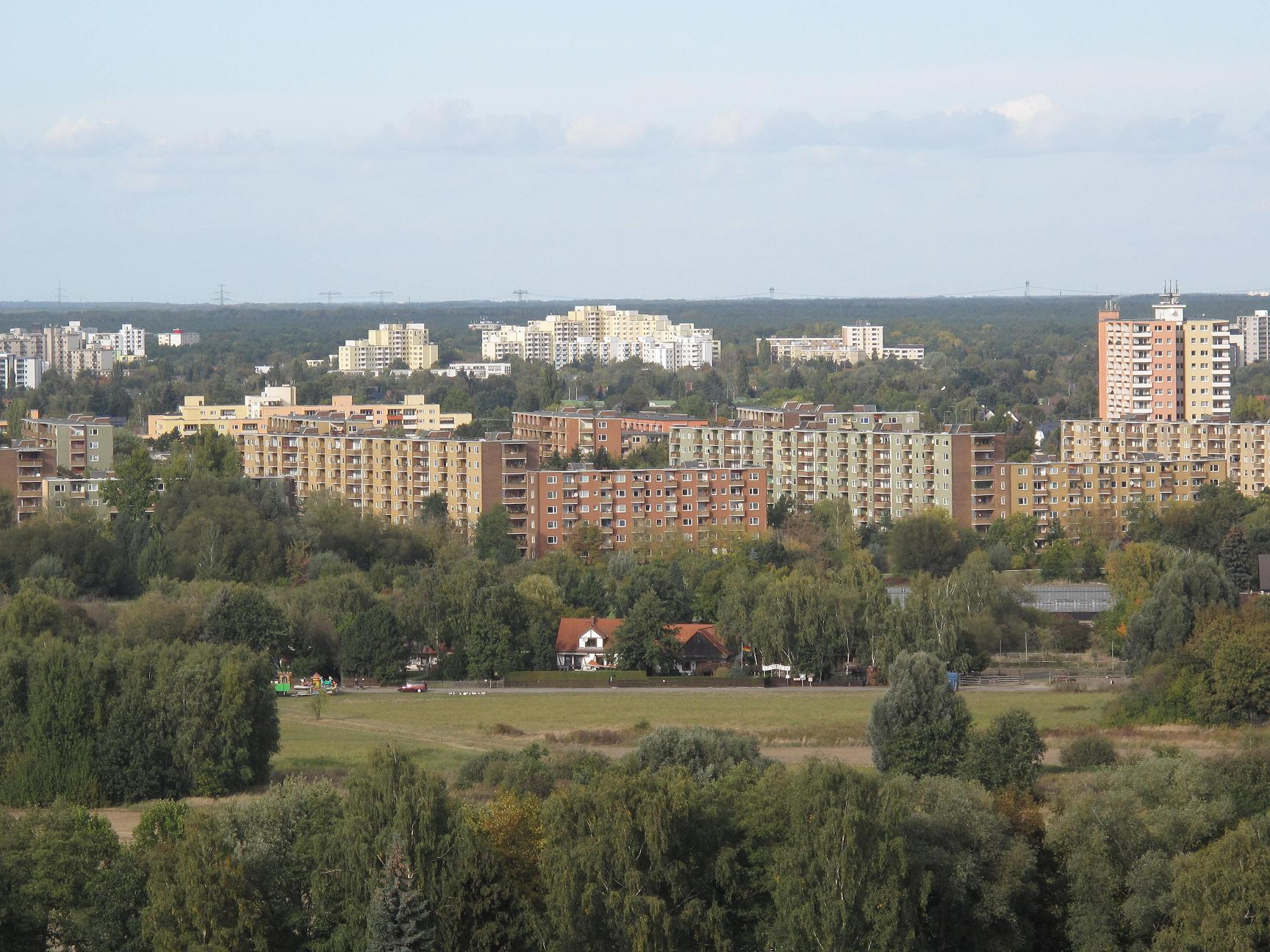
Blick vom Hahneberg auf die Bullengrabenniederung und die Louise-Schroeder-Siedlung in Staaken, 2009

Zur Freihaltung der Wiesengräben hatte Preußen 1811 ein Vorflutgesetz erlassen, das die Anlieger verpflichtete, die Gräben im Frühjahr und Herbst jedes Jahres zu räumen. In öffentlichen Bekanntmachungen wurde dem Gesetz noch 1863 Nachdruck verliehen:

„Die Besitzer von Grundstücken im Amts-Closterfelde, welche als Adjacenten zur Räumung des Bullengrabens verpflichtet sind, werden hierdurch aufgefordert, die diesjährige Räumung des gedachten Grabens bis spätestens den 1. October cr. Ordnungsmäßig zu bewirken. Sollte die Räumung bis zu diesem Termine nicht ausgeführt sein, so wird dieselbe von uns auf Kosten der Säumigen veranlaßt werden.“

Trotz der Maßnahmen konnten großflächige Überschwemmungen nicht verhindert werden, die um 1870 von der Havel über die Klosterstraße (damals: Potsdamer Chaussee) bis zu den Egelpfuhlwiesen reichten. Verantwortlich war vor allem die mangelnde Vorflut des Burgwallgrabens nach den Aufschüttungen für den Bahnbau, sodass der Nordteil des Burgwallgrabens zugeschüttet und der Bullengraben verrohrt zur Havel geführt wurde.

### Kanalisierung und Funktionswandel im 20.Jahrhundert
Die Bebauung der Wiesen um den Graben begann zu Beginn des 20. Jahrhunderts. Nach der Anlage des Flugplatzes Staaken ab 1915 verlor er seine Funktion als Vorflut der Staakener Felder. Bis in die 1960er Jahre blieb der Uferbereich in seiner Entwicklung und Nutzung als Wiesenland ansonsten noch weitgehend ungestört. Mit großflächigen Aufschüttungen zur Bebauung der Klosterfelder Wiesen und des angrenzenden Geländes veränderte sich die Bullengrabenniederung nachhaltig. Der Graben wurde zum Entwässerungsgraben um- und ausgebaut und zur Aufnahme des oberflächlich ablaufenden Regenwassers in den 1960er und 1970er Jahren kanalisiert. Mit dem Stieglake-, Wiesen- und Ulrikenbecken wurden drei Rückhaltebecken angelegt. Durch die Errichtung von Großsiedlungen und die verstärkte Trinkwasserförderung des Wasserwerks Spandau sank der Grundwasserstand der Bullengrabenniederung, sodass sich die Vegetation der Niederung erheblich veränderte.
Im Bereich der Staakener Felder verlief der Bullengraben neben der innerdeutschen Grenze des zwischen 1951 und 1990 geteilten Staaken auf West-Berliner Gebiet. Der Graben wurde streckenweise völlig überwuchert und in den 1980er/1990er Jahren auch in seinem Unterlauf vernachlässigt. Nach der deutschen Wiedervereinigung schloss die Stadt weitere Stadtquartiere an das Regenwassersystem Bullengraben an.

## Hydrologie und Ökologie vor der Sanierung und Renaturierung
Sämtliche Daten zur Hydrologie und Ökologie beziehen sich auf Untersuchungen, die vor der 2007 abgeschlossenen Sanierung und Renaturierung des Grünzugs erfolgten. Angaben über die Auswirkung der Maßnahmen auf den Wasserhaushalt und die Biotopqualität und konkrete Daten über die vorgenommene „ökologische Aufwertung“ (siehe unten) liegen nicht vor.

### Einzugsgebiet und Regenwasserableitung
Der Grundwasserstand der Bullengrabenniederung lag 1977 im Bereich der Grundwasser-Höhenlinien 28,0 und 29,0 Meter über NN. Nach der Kanalisierung sank der Grundwasserspiegel kontinuierlich und erreichte 1978 einen Tiefstand mit 3,4 bis 4,3 Meter unter Flur. 1989 stand der Grundwasserspiegel rund 1,5 bis 1,8 Meter tiefer als 20 bis 30 Jahre zuvor. Die Regenwasserableitungen in die Kanalisation, ermittelt aus den Daten des ISU (Informationssystem Stadt und Umwelt Berlin). mit dem Programm ABIMO (Wasserhaushaltsmodell) der Bundesanstalt für Gewässerkunde, und die Einzugsgebiete der erstaufnehmenden Gewässer betrugen im Bereich des Grünzugs 2004:
|                                            | Bullengraben | Stieglake- graben | Stieglake- becken | Wiesenbecken | Neustaakener Graben | Burgwall- graben |
| ------------------------------------------ | ------------ | ----------------- | ----------------- | ------------ | ------------------- | ---------------- |
| Einzugsgebiet m²                           | 1.384.220    | 62.975            | 132.515           | 592.658      | 85.125              | 55.517           |
| Regenabfluss m³/a (jährliche Abflussmenge) | 174.818      | 8.018             | 19.713            | 67.025       | 5.422               | 6.082            |

Damit ergibt sich für den Bullengraben ein Einzugsgebiet von 1,4 km² und für den gesamten Grünzug inklusive Nebengewässern von 2,3 km² (Stand der Datengrundlagen: Dezember 2001, Stand der Daten: 30. August 2004).

### Gewässerstrukturgüte des Bullengrabens 2003
Eine Gewässerstrukturgütekartierung nach dem Vor-Ort-Verfahren ergab 2003 eine starke anthropogene Schädigung des Bullengrabens mit der durchschnittlichen Gesamtbewertung „übermäßig geschädigt“ (Güteklasse 7 auf einer Skala von eins bis sieben). Die Sohle des zum Erhebungszeitraum in 40 von 45 Abschnitten trockengefallenen Grabens war in allen Abschnitten „übermäßig geschädigt“ (7). Für das Ufer ergab sich eine „übermäßige Schädigung“ (7) in 93,3 % der Abschnitte. Das Land erwies sich in 11,1 % der Abschnitte als „bedingt naturnah“ (2) und im Durchschnitt als „stark geschädigt“ (6). Der Parameter Gewässerumfeld wurde mit „merklich geschädigt“ bewertet (5). Die Hauptparameter Laufentwicklung, Längsprofil und Sohlenstrukturen waren in allen Abschnitten „übermäßig geschädigt“ (7). „Naturnah“ (1) zeigte sich der Bullengraben in keinem Abschnitt und in keinem Parameter. Neben dem Hellersdorfer Graben wies der Bullengraben damit unter zehn kartierten kleineren Berliner Fließgewässern die höchste Schädigungsstufe auf.

### Geschützte Biotope und Geschützte Grünanlage

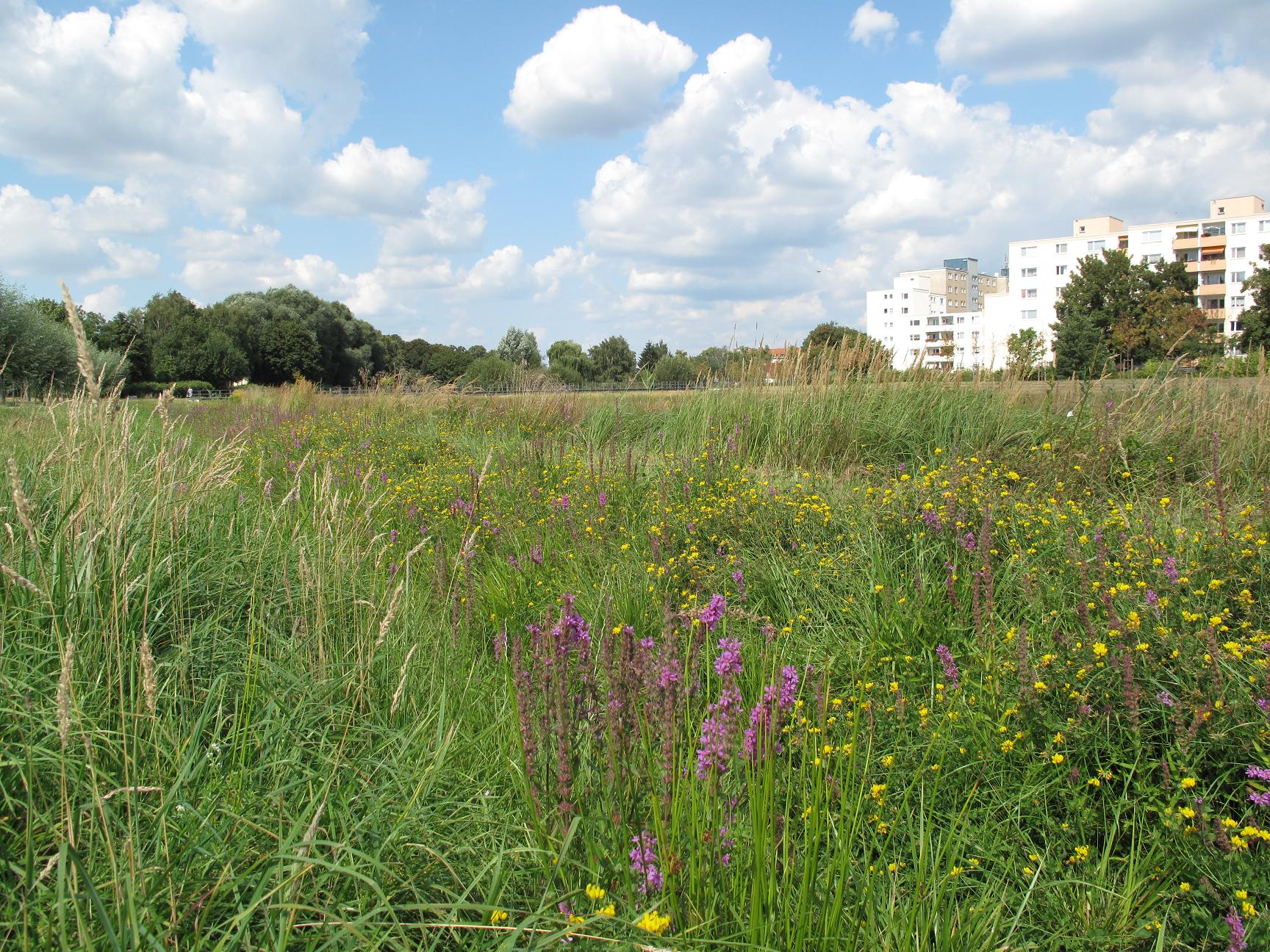
Feuchtwiese am Bullengraben in Staaken

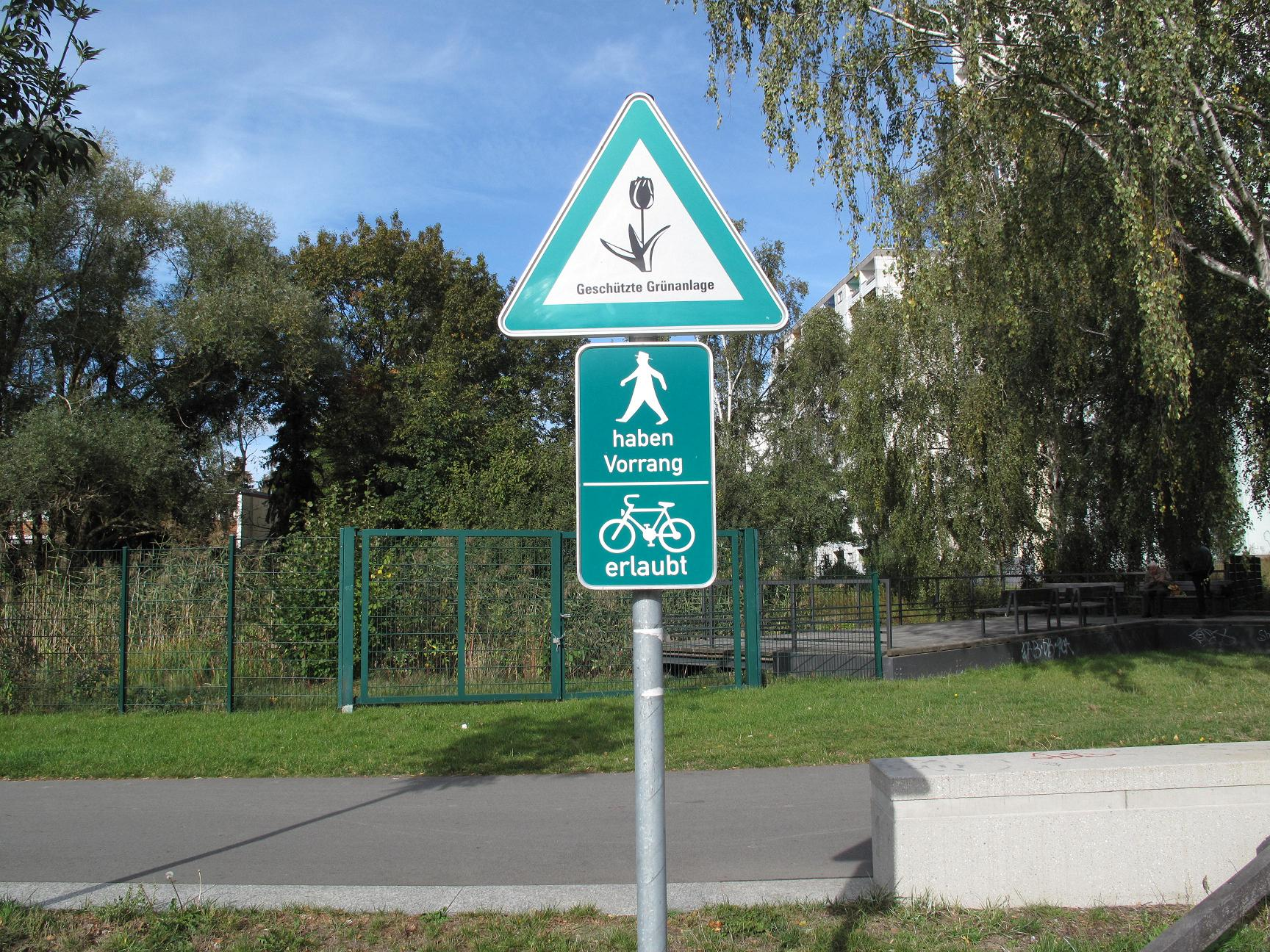
Tulpenschild „Geschützte Grünanlage“ an einer Plattform zum Wiesenbecken

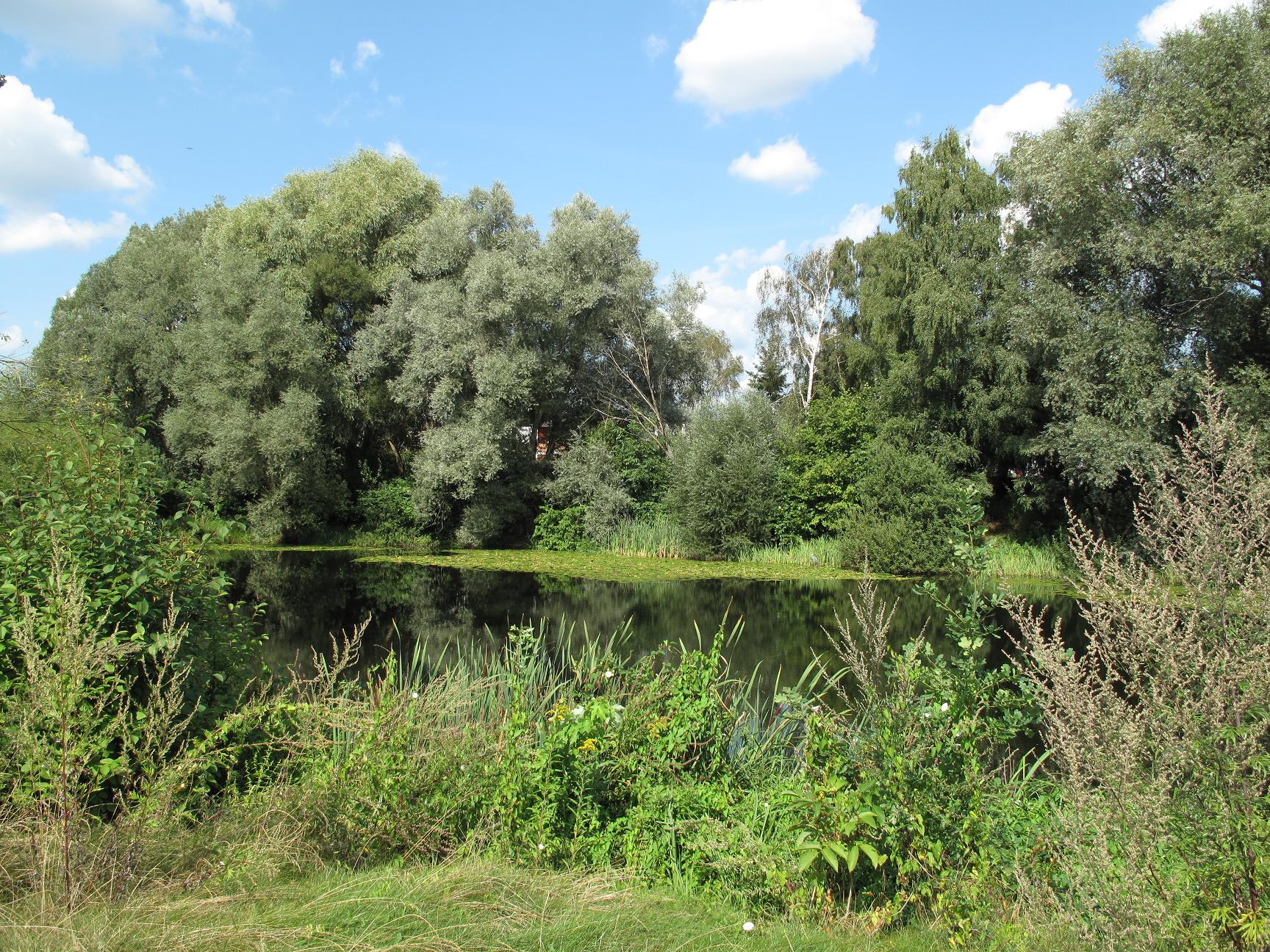
Biotopgeschütztes Wiesenbecken

Das Berliner Landschafts- und Artenschutzprogramm führt den Bullengraben als Verbindungsbiotop für Arten feuchter und nasser Standorte (Feucht- und Naßwiesen, Bruchwälder, Gräben, Landseen). Als Schutzstatus gibt das Programm die Kennziffer 30a in Klammern an. Nach dieser Kennzeichnung unterliegen Teile des Gebietes den Bestimmungen der nach § 30a Naturschutzgesetz Berlin (NatSchGBln, § 30a alte Fassung; neue Fassung: § 26a) besonders geschützten Biotope als Reservoir von Arten feuchter und nasser Standorte.
Im Einzelnen listet die Senatsverwaltung für Stadtentwicklung im Bereich des Bullen- und Egelpfuhlgrabens mit Stand Juli 1995 folgende nach dem § 30a (beziehungsweise neu nach § 26a) gesetzlich geschützte Biotope:
- Wiese am Bullengraben (Biotop-Nr. 08035), angegebener Schutzgrund: Frischwiese, Feuchtwiese
- Grünzug Bullengraben, Teilstücke (Nr. 08036 und 08039), Schutzgrund: Feuchtwiese
- Wiesenbecken am Magistratsweg (Nr. 08037), Schutzgrund: Röhricht
- Weidenbruch am Bullengraben (Nr. 08038), Schutzgrund: Feuchtwiese, Röhricht
- Weiden der Egelpfuhlwiesen (Nr. 08042), Schutzgrund: Bruchwald
- Staakener Felder (Nr. 08040), Schutzgrund: Magerrasen

Der 2007 eröffnete Grünzug Bullengraben ist mit allen Abzweigungen als „Geschützte Grünanlage“ nach dem Berliner Grünanlagengesetz gelistet. Der im Verhältnis zum Naturschutzgebiet, Biotopschutz oder Landschaftsschutzgebiet geringe Schutzumfang überlässt es nach § 4 den Berliner Bezirken, „für Schutz-, Pflege- und Entwicklungsmaßnahmen öffentlicher Grün- und Erholungsanlagen […] der Größe und der Bedeutung der [jeweiligen] Anlage angemessene Parkpflegewerke oder Pflegerichtlinien auf[zu]stellen.“ Zahlreiche Hinweisschilder mit einem Tulpenzeichen weisen den Schutzstatus aus.

### Limnologische Aspekte am Beispiel Wiesenbecken
Am bis zu drei Meter tiefen Wiesenbecken ließ die Senatsverwaltung 1989 limnologische Untersuchungen durchführen. Das geschützte Biotop hat eine Fläche von 1,5 Hektar, davon entfallen auf die Wasseroberfläche des Regenwasserrückhaltebeckens 0,3 Hektar. Der Wasserstand war auch in regenarmen Monaten weitgehend konstant. Das von Grünalgen dominierte mittlere Biovolumen des Phytoplanktons, Basis der autochthonen Nahrungspyramide eines Sees, betrug 1989 im Hauptbecken 10,6 mm³/l und lag damit unter dem Mittelwert Berliner Kleingewässer (11,2 mm³/l). Die mittlere Chlorophyll-Konzentration lag bei 64 µg/l und damit gleichfalls unter dem Berliner Mittelwert in Höhe von 89 µg/l. Das Zooplankton war im März von Wimpertierchen, dann ganzjährig von Rädertierchen bestimmt. Die Sauerstoffkonzentration schwankte stark zwischen 48 und 136 % und wies auf ein im Mittel untersättigtes Gewässer hin. Für die Gesamtphosphorkonzentration ergab sich ein Mittelwert von 0,09 µg/l und für die Gesamtstickstoffkonzentration von 4,1 mg/l. Die Schwermetallkonzentration im Sediment und Wasser erwies sich als sehr hoch. Insgesamt weisen die Daten die Charakteristik stark eutropher Kleingewässer auf. Der hohe Schwermetalleintrag lag zum einen am aufgeschütteten Grund aus Ziegelschutt und Schlacke, zum anderen am Regenwasser, das von den umliegenden Verkehrsflächen einfloss.

### Böden, Flora und Fauna
Die Angaben zu Böden, Flora und Fauna beruhen auf Untersuchungen im Rahmen verschiedener Schutz-, Pflege- und Entwicklungskonzepte, die 1988/1989 im Auftrag der Senatsverwaltung für Stadtentwicklung und Umweltschutz in Teilen der Grabenniederung und in den Biotopen durchgeführt wurden.

#### Korrelation Böden – dominierende Pflanzengesellschaften
Die Substrate der Böden bilden Schmelzwassersande, Torfe und sandige Aufschüttungen. In den Oberhanglagen finden sich reliktische Gleye, die zum Teil mit Sekundärkalk angereichert sind. In den Mittelhanglagen folgen vergleyte Kolluvien. Den Unterhang und Hangfuß bestimmen Kolluvien, Hortisole, Kalkregosole und Pararendzina über Moorgleyen und Niedermooren. Im Weidenbruch sind die Niedermoorböden im Aufbau weitgehend ungestört. Die Böden sind tiefgründig gut durchlüftet.

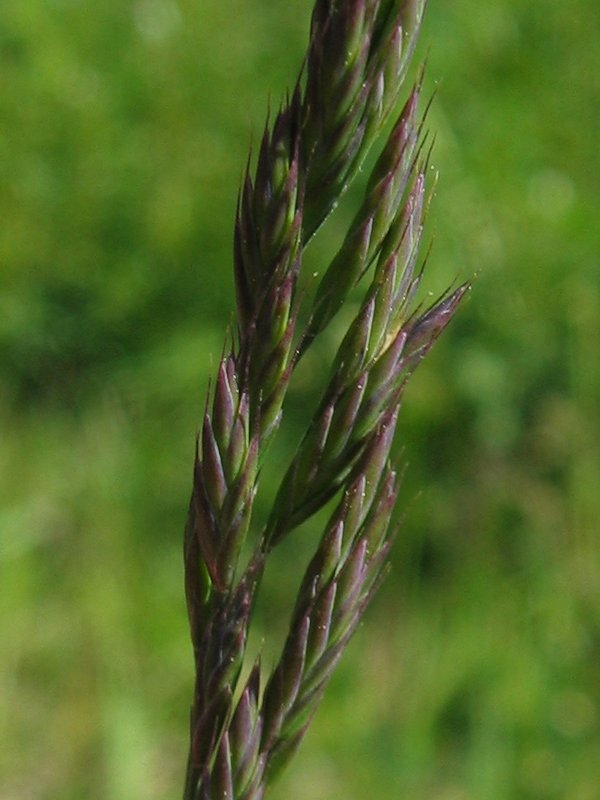
Dominant auf Regosolen und Pararendzina: Gewöhnlicher Rot-Schwingel

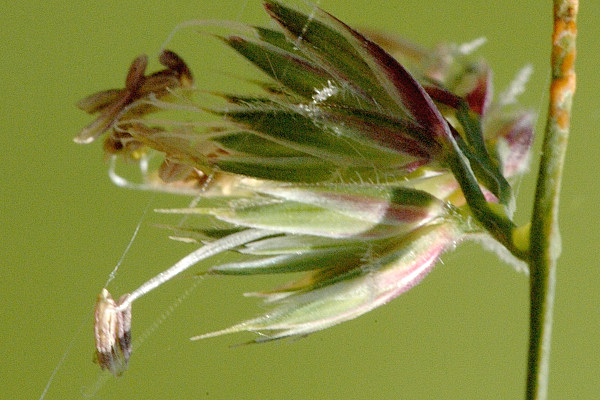
An sickerfeuchten, nährstoffreichen Standorten: Gewöhnliches Rispengras (Poa trivialis)

Mit einem pH-Wert von 4,2 und 6,2 (im Weidenbruch und der Egelpfuhlwiese bis 7) ergaben sich im Untersuchungszeitraum in den oberen Zentimetern für Flachwurzler Nährstoffangebote zwischen gering und mittel. Mit Werten um und über 6 in einem Meter Tiefe waren die Nährstoffmengen im Tiefwurzelraum mäßig bis erhöht, im südlichen Niederungsteil mittel bis hoch.
Auf den Kalkregosolen, Regosolen und Pararendzina dominierte das Süßgras Gewöhnlicher Rot-Schwingel. Auf vergleyten Kalkregosolen gesellten sich Arrhenatheretalia-Gesellschaften (Gedüngte Frischwiesen und Weiden) hinzu. Die Regosole in den Niedermoorbereichen bestimmte gleichfalls Gewöhnlicher Rot-Schwingel, der hier an den Böschungs- und Uferrändern zunehmend von Hochstauden wie der Kanadischen Goldrute und der Großen Brennnessel, zum Teil vom Gewöhnlichen Knäuelgras, von der Kriech-Quecke und von der Riesen-Goldrute verdrängt wurde. Die Naßgleygley und Moorgleye prägten Röhricht- und Seggenriedgesellschaften (Phragmitetea) mit Schilfrohr, Rohrglanzgras, Sumpf-Segge, Gilbweiderich und Blutweiderich sowie Flutrasen (Agrostietalia stoloniferae), auf dem Weißes Straußgras dominierte, die Kennart dieser Pflanzengesellschaft.

#### Weitere Pflanzengesellschaften und gefährdete Pflanzen
An sehr feuchten Standorten wie der Wiese am Bullengraben oder dem Wiesenbecken kamen Weidengewächse mit Bruch-Weiden und Asch-Weiden sowie Eschen-Ahorn-Bestände hinzu, in der Strauchschicht gelegentlich auch Schwarzer Holunder. Einige Standorte bildeten Molinietalia-Fragmentgesellschaften („Nasse Staudenfluren, Nass- und Riedwiesen“) mit den Arten Gelbe Wiesenraute, Echtem Mädesüß und Kohldistel sowie Arrhenatherion-elatioris-Fragmentgesellschaften (Tal-Fettwiesen, planare und submontane Glatthaferwiesen) mit Wiesenkerbel und Wiesen-Bärenklau. Auf der Egelpfuhlwiese bestand eine Pfeifengrasreliktgesellschaft. Auf Feuchtwiesen fanden sich zudem: Gelbe Wiesenraute, Echter Arznei-Baldrian, Scharfer Hahnenfuß, Pfennigkraut und Wolliges Honiggras.
Im Frühjahr bildete das Gewöhnliche Rispengras (Poa trivialis) an sickerfeuchten, nährstoffreichen Standorten einen weitgehend geschlossenen Rasen. In Magnocaricion-Gesellschaften (Niedermoor-Großseggenrieder) herrschten Schlank- und Zweizeilige Seggen vor. Auf Aufschüttungsflächen wuchsen zahlreiche Nachtkerzen-Arten. In Randbereichen wurden Ziergewächse wie Gemeiner Flieder, Gold-Johannisbeere, Schlehdorn oder Purgier-Kreuzdorn angepflanzt. Die Moosflora war eher artenarm und lediglich in den aufgeschütteten Randbereichen zahlreicher vertreten. Ein dichter Wasserlinsenteppich bedeckte Gewässer wie das Wiesenbecken oder in den Überstauungsphasen des Frühjahrs den Weidenbruch am Grabenkreuz. Auf dem bis zu drei Meter tiefen Wiesenbecken bedeckten am Nordwestufer Gelbe Teichrosen – wie alle Seerosengewächse in Deutschland geschützt – die Wasserfläche. Im Jahr 2009 begleiten den Grünzug streckenweise Baumbestände mit Eichen, Birnen und Zierkirschen.
Von den 1989 über 220 insgesamt nachgewiesenen Pflanzenarten standen rund 30 als selten oder gefährdet auf der Roten Liste gefährdeter Arten. Dazu zählen nach der aktuellen Berliner Roten Liste (Stand: 2001) als vom Aussterben bedroht die Grünliche Gelbsegge und das Fleischfarbene Knabenkraut (beide 1989 auf der Egelpfuhlwiese nachgewiesen), als extrem selten die Bruch-Weide, als stark gefährdet die Sumpf-Platterbse und als gefährdet die Sumpfdotterblume, die Gelbe Wiesenraute, die Zweizeilige Segge, die Kuckucks-Lichtnelke und die Blume des Jahres 2005, der Große Klappertopf. In der Vorwarnstufe führt das Land Berlin die Scheinzypergras-Segge und die Knäuel-Binse.

#### Artenarme Fauna

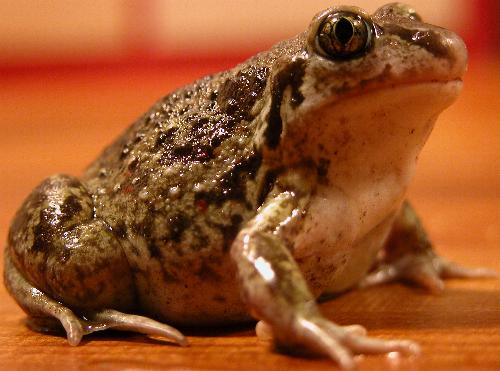
Lurch des Jahres 2007: Knoblauchkröte

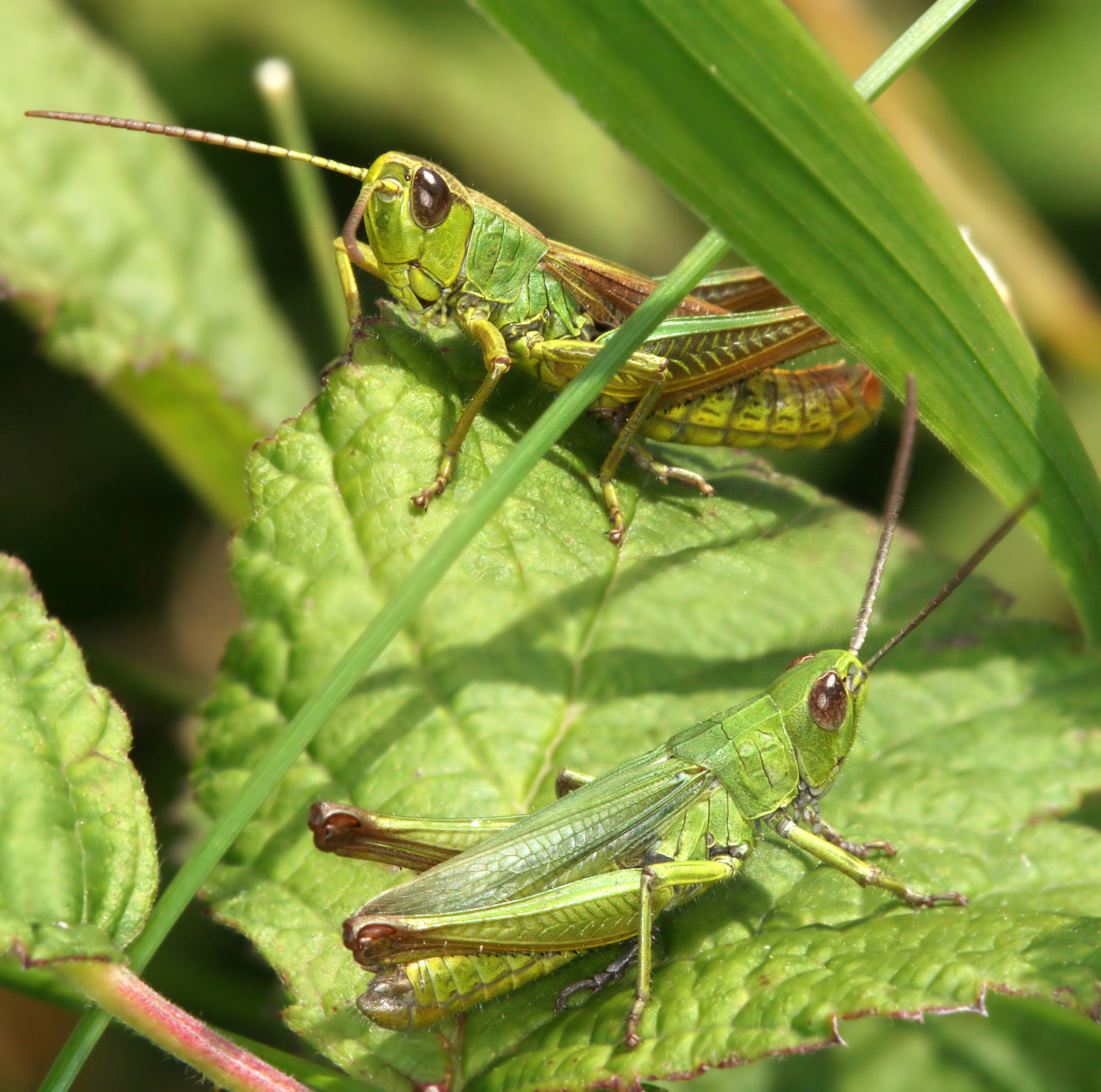
Nachweis im Weidenbruch: vom Aussterben bedrohte Große Goldschrecke

Die Faunistische Arbeitsgruppe, die die Untersuchungen 1988/1989 vorgenommen hatte, stufte das weitgehend umbaute Gebiet als „ohne besondere Bedeutung“ für den Bestand der meisten Tierarten ein. Bemerkenswerte Vorkommen gab es unter den Vögeln mit dem Sumpfrohrsänger, der feuchte Hochstaudenfluren bevorzugt und in der Berliner Roten Liste in der Vorwarnstufe zurückgehender Bestände geführt wird. Nachweise gab es ferner für die auf Schilfröhricht angewiesenen Teichrohrsänger und Rohrammern sowie für die Beutelmeise, die in der Niederung ihre bevorzugte Kombination verschiedener Verlandungsgesellschaften findet. Am Biotop Wiesenbecken fand sich neben Teichrallen und Blässhühnern der auf der Vorwarnliste stehende Zwergtaucher. Den Grasfrosch, der aufgrund einer seit 1991 kontinuierlich guten Bestandsentwicklung nicht mehr auf der aktuellen Berliner Roten Liste steht, beobachtete die Arbeitsgruppe gleichfalls am Wiesenbecken. Aus der Klasse der Amphibien konnte ferner der Teichmolch an allen Kleingewässern nachgewiesen werden. Das Wiesenbecken bildete zudem ein Laichgebiet für die strikt nachtaktive Knoblauchkröte, die die Deutsche Gesellschaft für Herpetologie und Terrarienkunde 2007 aufgrund ihrer starken Gefährdung zum Lurch des Jahres ernannte. Ein weiterer Froschlurch, die nach der FFH-Richtlinie streng zu schützende Wechselkröte, nutzte den Gewässerboden zur Ablage der Laichschnüre.
Für die Lebensbedingungen der Lauf-, Lang- und Rüsselkäfer erwiesen sich alle Biotope als wertvoll. In den Feuchtbiotopen zeigten sich hohe Anteile phytophager und hygrophiler Arten, darunter der in Berlin gefährdete Mattschwarze Glanzflachläufer (Agonum lugens), der eutrophe beziehungsweise mesotrophe Verlandungszonen bevorzugt. Ferner gab es Nachweise für den stark gefährdeten Heydens Schlankrüssler (Mecinus heydeni Wenck), der als Futterpflanze Echtes Leinkraut braucht, und für den vom Aussterben bedrohten Langkäfer Taenapion rufulum (Syn.: Apion rufulum) an seiner Futterpflanze Kleine Brennnessel. Heuschrecken bildeten auf den Wiesen durchschnittliche Vorkommen, darunter die Langflüglige Schwertschrecke, Roesels Beißschrecke und der Weißrandige Grashüpfer. Auf den trockenen Rasen herrschten Braune Grashüpfer und Feldgrashüpfer vor. Die in Berlin bislang selten nachgewiesene und mit anzunehmender Gefährdung eingestufte Maulwurfsgrille fand sich im Erdreich der Egelpfuhlwiesen. Zudem gab es im Weidenbruch Nachweise der vom Aussterben bedrohten Großen Goldschrecke, die Feuchtgebiete und frische bis mäßig trockene Wiesen bevorzugt. Eine Besonderheit unter den Spinnen des Gebiets stellten Funde der gefährdeten Marmorierten Kreuzspinne (Araneus marmoreus) dar. Hinsichtlich der aquatischen Insekten und Mollusken ist die in Berlin stark gefährdete, scheibenförmige Gelippte Tellerschnecke bemerkenswert, die in Tümpeln an der Egelpfuhlwiese und im Weidenbruch nachgewiesen werden konnte. Unter den Schwimmkäfern gab es Vorkommen der in Berlin stark gefährdeten Arten Agabus fuscipennis und Cybister lateralimarginalis und bei den Libellen der stark gefährdeten Kleinen Pechlibelle und der gefährdeten Gefleckten Smaragdlibelle.

## Grünzug Bullengraben/Lindenufer

### Planung, Realisierung und Auszeichnung
Das Bezirksamt Spandau plante seit Anfang der 1980er Jahre die Erschließung und Sanierung des vernachlässigten Bullengrabens und die Renaturierung seiner geschützten Biotope. Das Vorhaben scheiterte an den mangelnden finanziellen Möglichkeiten des Bezirks. Allerdings kaufte der Bezirk mit Blick auf eine spätere Realisierung bereits einige frei werdende Grundstücke auf. Nach monatelangen Verhandlungen überzeugte das Grünflächenamt Spandau 1996 die Deutsche Bahn, den Plan als naturschutzrechtliche Ersatzmaßnahme für die Beeinträchtigungen in Natur und Landschaft durch das Bauvorhaben der Schnellfahrstrecke Hannover–Berlin umzusetzen.

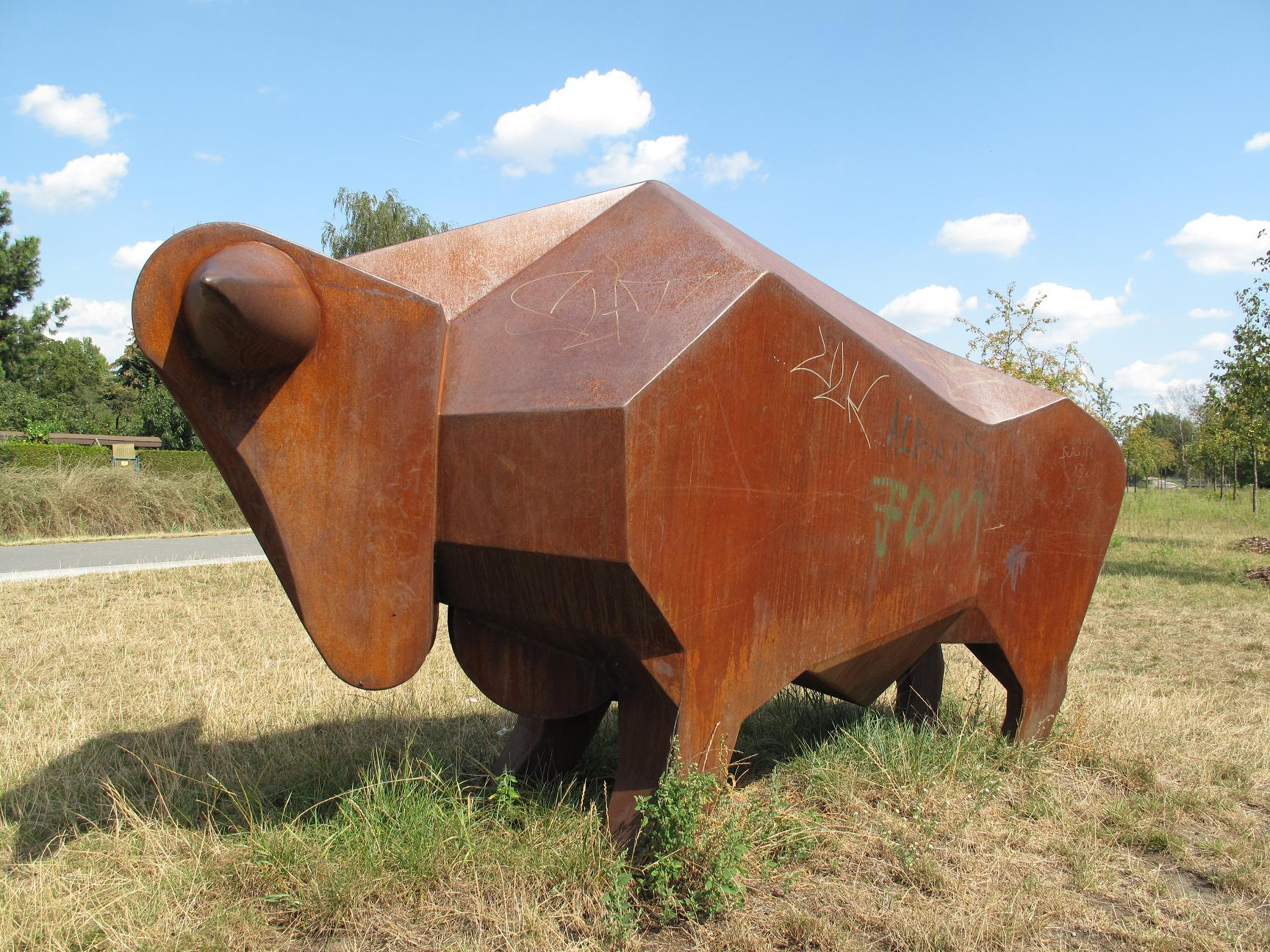
Plastik Bullengraben-Bulle von Sebastian Kulisch. Als Zeichen des Grünzugs zu seiner Eröffnung am 7. Juni 2007 enthüllt

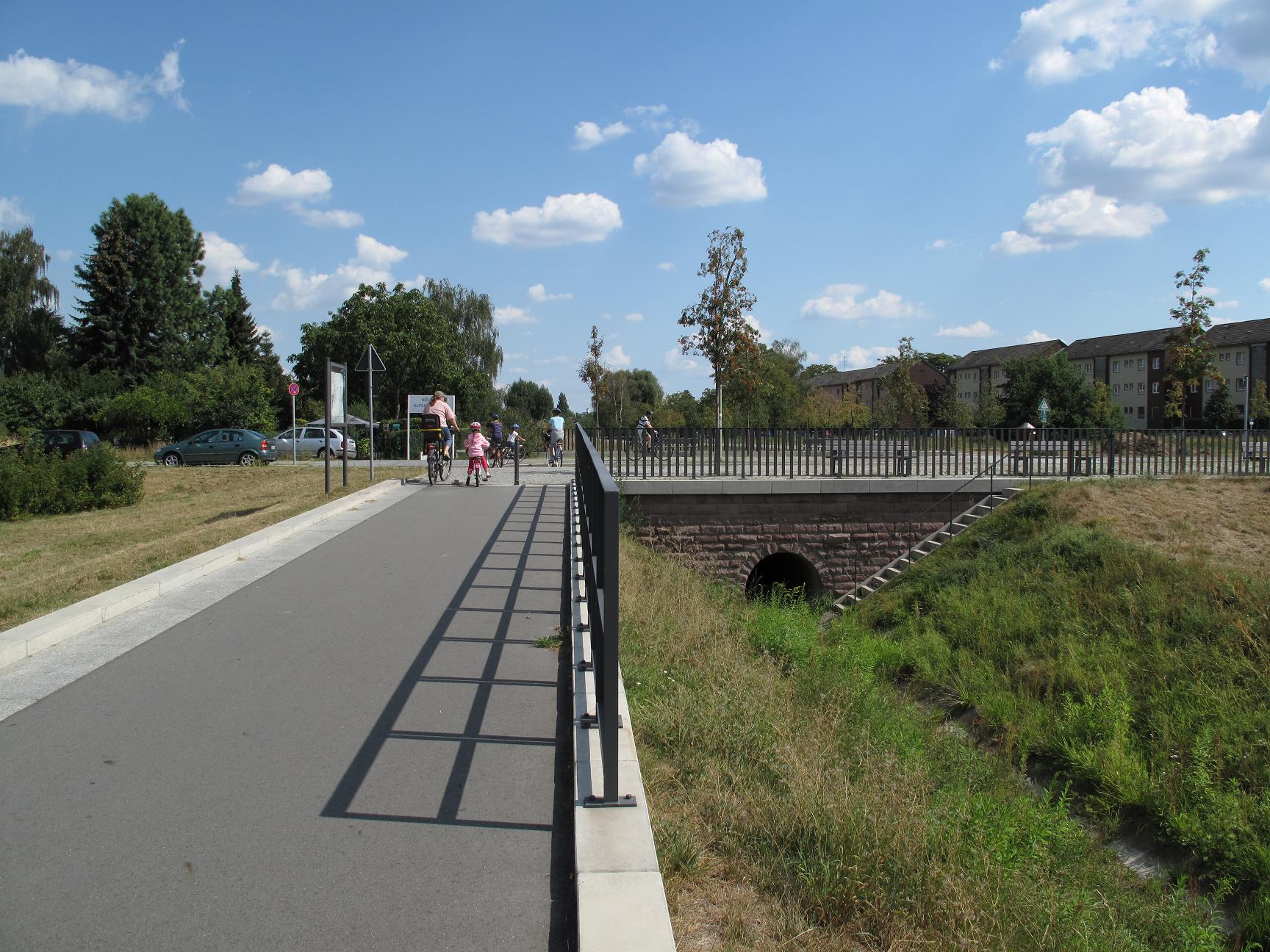
Sanierter Grünzug an der Egelpfuhlstraße, 2009

Die Arbeiten begannen im Oktober 2004. Im Juni 2007 erfolgte die Eröffnung und die Übergabe an die Öffentlichkeit. Bauherr war die Deutsche-Bahn-Tochter DB ProjektBau. Die Tragwerksplanung und die Leitung für die Bauwerke lag bei der Firma Dr. Herold AG, Fachbereich Konstruktiver Ingenieurbau, und bei der Senatsverwaltung für Brückenbau. Die Arbeiten erfolgten in Kooperation mit der Senatsverwaltung für Stadtentwicklung, der Obersten Naturschutzbehörde, dem Bezirksamt Spandau und dem Naturschutz- und Grünflächenamt Berlin. Die Gesamtplanung und Projektsteuerung führte die landeseigene Servicegesellschaft für Aufgaben der Freiraumentwicklung, die Grün Berlin GmbH, durch, die wiederum fünf verschiedene Büros oder Firmen für Landschaftsarchitektur/Gartengestaltung mit der Realisierung der einzelnen Bauabschnitte beauftragte. Die Gestaltung, Sanierung und Renaturierung erfolgte in sechs Bauabschnitten mit jeweils prägenden landschaftsgestalterischen Schwerpunkten. Dabei entfielen mit den Abschnitten zwei bis fünf vier Abschnitte auf den Bullengraben selbst, während der Abschnitt eins den Burgwallgraben sowie das Havelufer (Lindenufer) und der Abschnitt sechs den am Grabenkreuz nach Süden abzweigenden Egelpfuhlgraben umfassten. Sämtliche sechs Abschnitte werden heute zusammenfassend als „Grünzug Bullengraben“, gelegentlich als „Grünzug Bullengraben/Lindenufer“ bezeichnet. Die Gesamtinvestition für alle sechs Abschnitte lag bei rund 7,5 Millionen Euro. Dabei wurden insgesamt 21,33 Hektar qualitativ und ökologisch aufgewertet. An einigen Stellen wurde die geometrische Form des Bullengrabens aufgebrochen, damit ökologisch wertvolle Niederungsflächen mit feuchtigkeitsliebenden Pflanzen entstehen können. Die Maßnahmen umfassten im Einzelnen:
- Baumpflanzungen: 757 Stück
- Fuß- und Radwege: 33.270 m²
- Pflanzmaßnahmen auf: 82.215 m²
- Pflegemaßnahmen auf: 103.650 m²
- Spielflächen auf: 3.700 m²
- Brücken, Stege, Plattformen: 14 Stück

Auf einem Festakt des Berliner Senats erhielt die Deutsche Bahn am 20. Mai 2009 für die Gestaltung des Grünzugs den Gustav-Meyer-Preis 2008 in der Kategorie für bis zu fünf Jahre alte Anlagen. Der Preis wird seit 1995 alle zwei Jahre für hervorragend geplante und außergewöhnliche öffentliche Grün- und Parkanlagen vergeben und trägt den Namen Johann Heinrich Gustav Meyers, des ersten Städtischen Gartenbaudirektors Berlins.

### Abschnitte
Nach der Sanierung erreicht die betonierte Sohle des Bullengrabens eine Breite von 1,30 Metern und eine Höhe von 40 Zentimetern. Im ersten Abschnitt gehen die Maße des Grabens nicht wesentlich über die Sohlenwerte hinaus. Nach dem Stieglakebecken und in den folgenden Abschnitten ist die Sohle in einen Graben eingebettet, der eine Breite von über zehn Metern und eine Tiefe von rund zwei Metern hat. Die Breite des gesamten Grünzugs schwankt zwischen rund 30 und 200 Metern. Die Gesamtweglänge mit allen Nebenabschnitten liegt bei rund acht Kilometern.

#### Abschnitt 1: Symbolische Quelle, Staakener Felder, Stieglakebecken

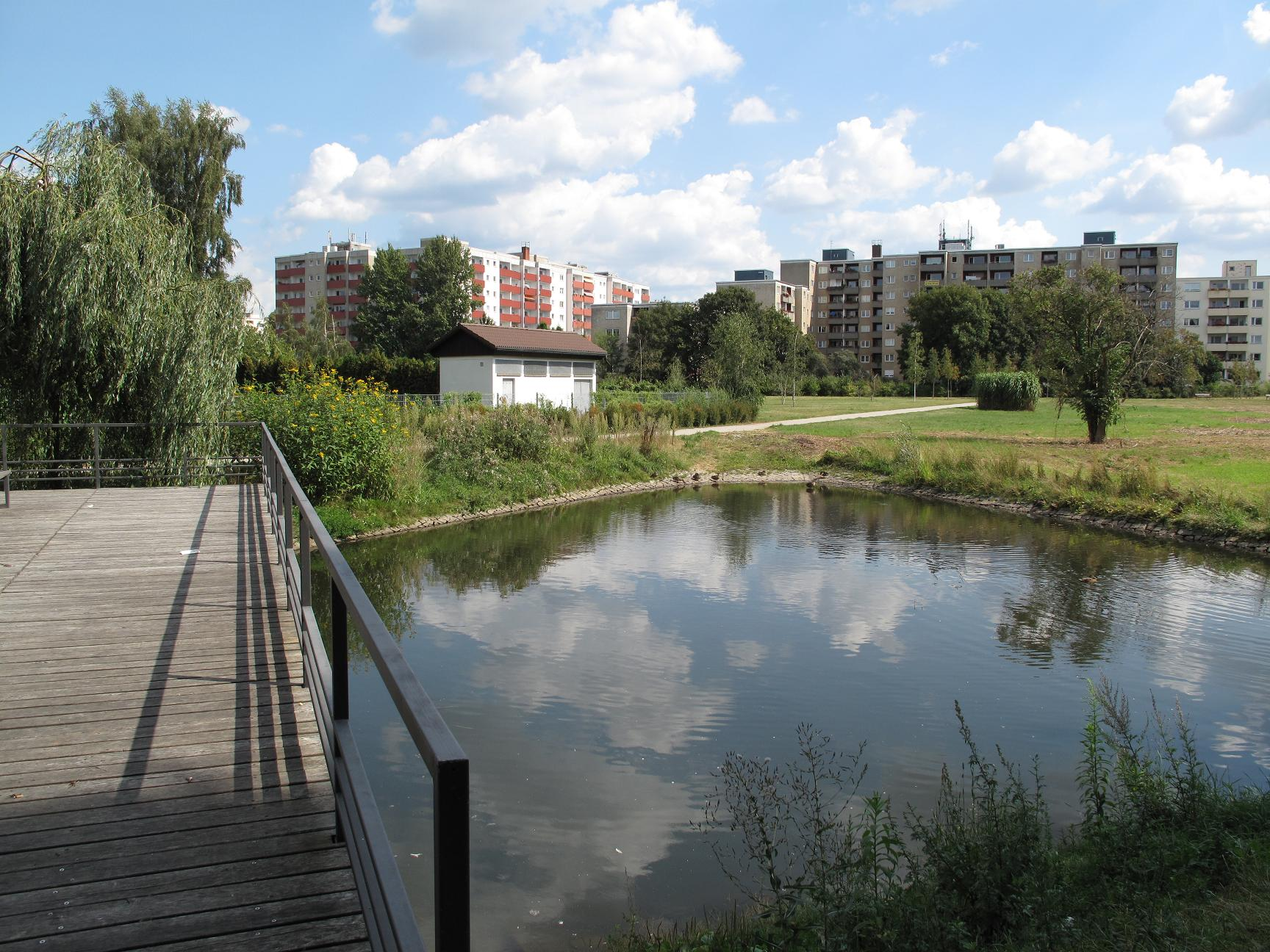
Absetzbecken, symbolische Quelle in Staaken

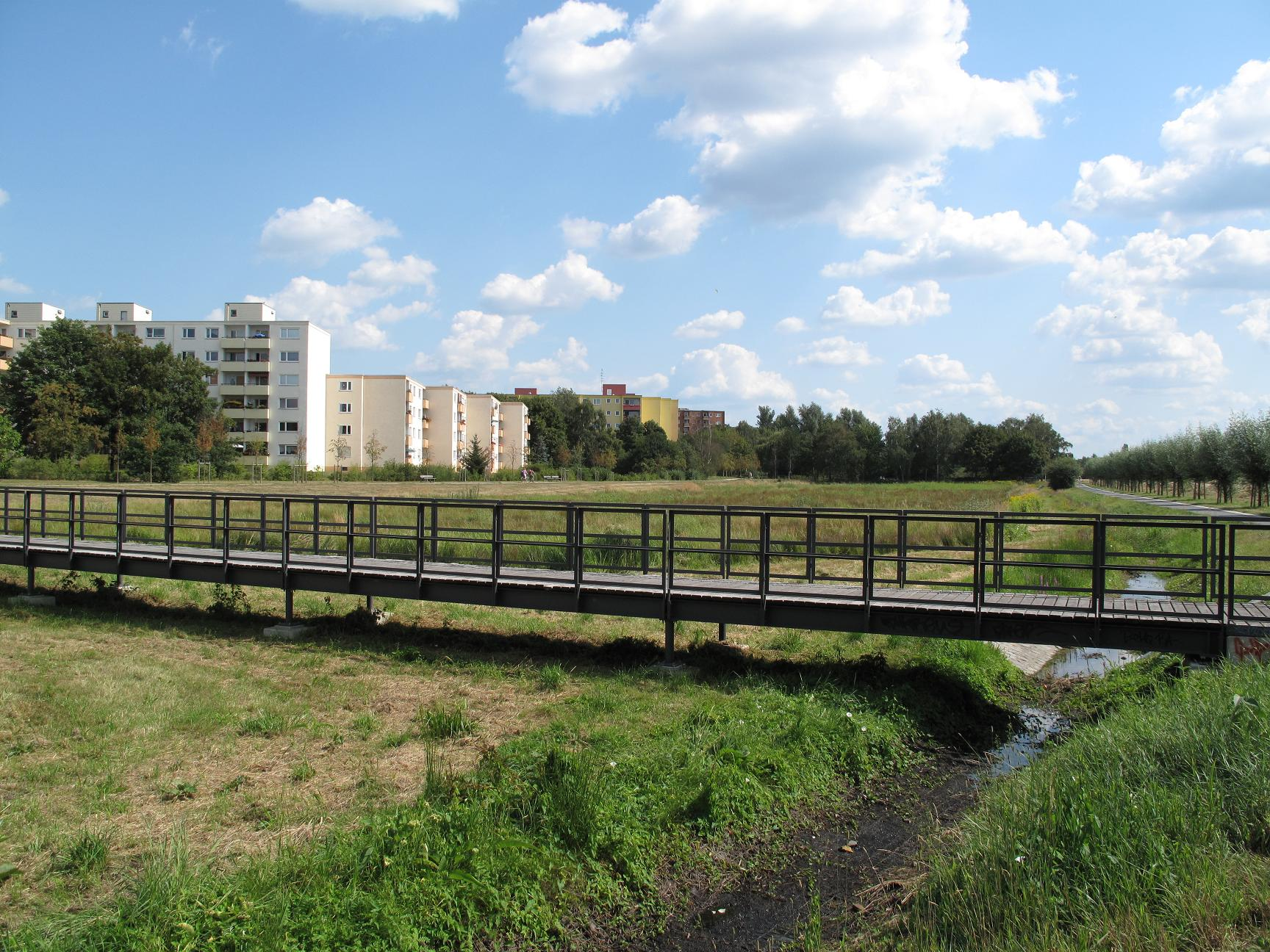
Wiesenraum an der Louise-Schröder-Siedlung, bei Bedarf Flutungsraum

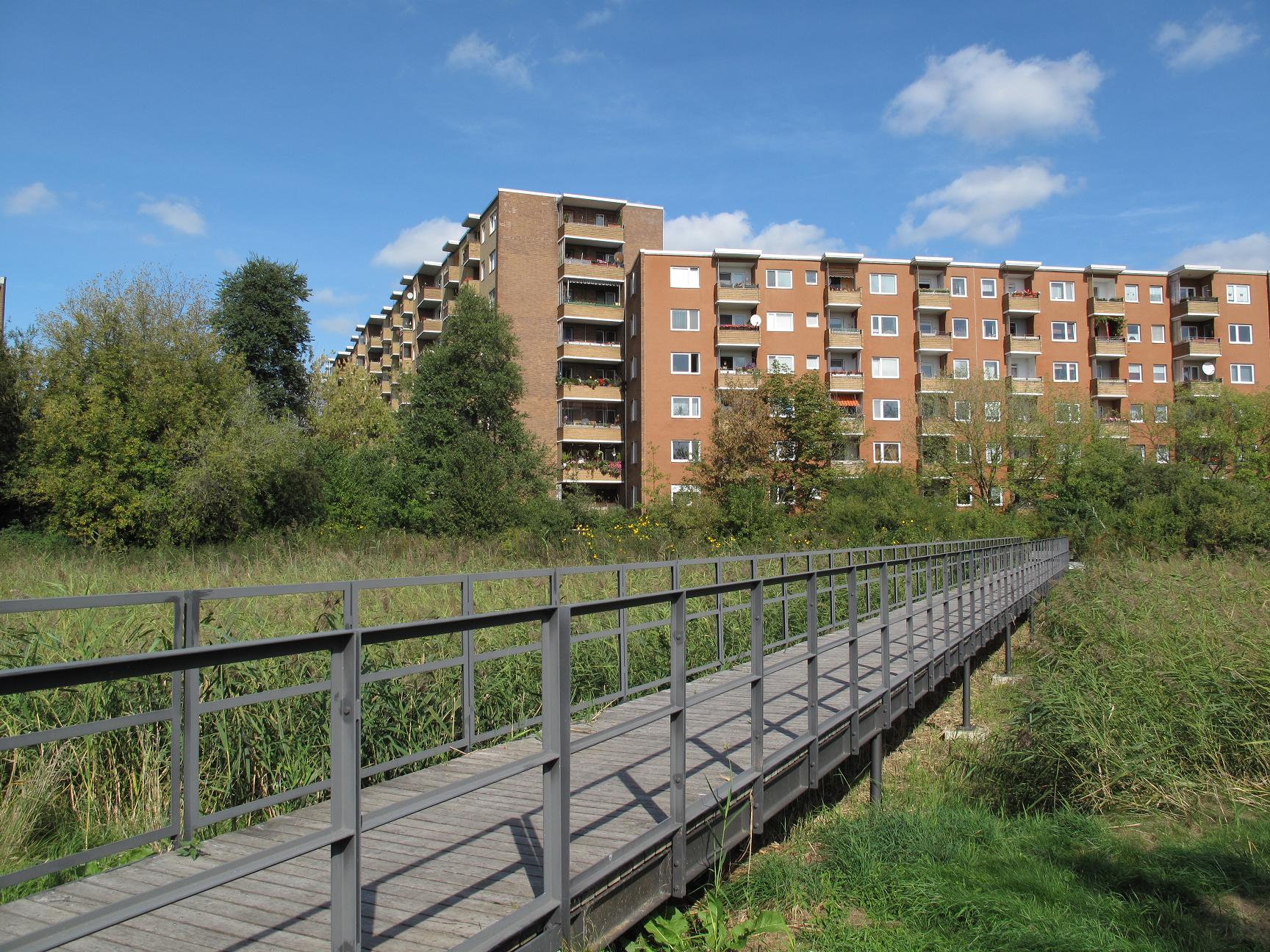
Stegverlängerung des Spierowegs

Der Grünzug Bullengraben beginnt östlich der Staakener Dorfkirche am Nennhauser Damm, von dem ein Metallsteg durch einen alten Lindenhain in die Niederung führt. Der Steg läuft in einem Platz mit Bänken und Bäumen aus, an den sich ein Holzplateau über einem rund zehn Meter breiten Absetzbecken anschließt. Der Bullengraben hat an dieser Stelle den Nennhauser Damm bereits in einem Rohr unterquert. Das Rohr mündet in den kleinen Teich, der so nach Darstellung des ausführenden Büros Grigoleit Landschaftsarchitekten „zum Symbol für die ‚Quelle‘ des Bullengrabens“ wird. Nach dem Absetzbecken beginnt der sanierte Teil des Bullengrabens. Der Grünzug verläuft im Anschluss durch ländliches Gebiet und bezieht die Reste der verbliebenen Staakener Felder ein. Eingefasst von der dörflichen Bebauung Altstaakens im Süden und der Louise-Schroeder-Siedlung im Norden öffnet sich der Grünzug in einem weiten Wiesenzug mit Schilf- und Binsenbändern. Bei Bedarf kann der Wiesenraum geflutet werden, sodass hohe Regenwasserabflüsse zurückgehalten und zeitverzögert zur Havel abgeleitet werden können. Auf halber Strecke leitet ein langgestreckter Holzsteg über die Feuchtwiesen zu den überwiegend vieretagigen Mehrfamilienhäusern der Siedlung, die Ende der 1960er Jahre um Südekumzeile und Zweiwinkelweg bis in die Staakener Felder erweitert wurde.
Der von rhythmisch-linear gesetzten Eschen begleitete Hauptweg führt zum Stieglakebecken, das das Ende der Teilstrecke markiert und das von der Nordseite zugänglich ist. Den Teich speist der nach Norden abzweigende, rund 700 Meter lange Stieglakegraben, der in den Gesamtgrünzug Bullengraben einbezogen und mit einem begleitenden Weg ausgestattet wurde. Der gestalterische Schwerpunkt des 6,8 Hektar umfassenden ersten Bauabschnitts liegt in der symbolischen Quelldarstellung und in der Betonung des ländlichen Umfelds.

#### Abschnitt 2: Vom Land zur Stadt
Der zweite Abschnitt führt vom Stieglakebecken zum Magistratsweg und thematisiert den Übergang vom Land zur Stadt. Als Gestaltungsmittel setzte das zuständige Büro Weidinger Landschaftsarchitekten „Texturänderungen der Vegetation in West-Ost-Richtung“ ein, indem Weiden-, Schilf- und Rasenpflanzungen im Übergang immer feinkörniger werden und einen gleitenden Stimmungswechsel vermitteln. Getrennt durch den Abzweig zum Stieglakegraben folgt dem Stieglakebecken zu Beginn dieses Abschnitts das geschützte Biotop Wiese am Bullengraben. Während die Bebauung nördlich des Grabens zunehmend dichter wird und näher an den Grünzug heranrückt, öffnen sich nach Süden Grünflächen um den Ramingraben/Amalienhofgraben, die bis zur Heerstraße reichen. Am Spieroweg/Dörbeckweg hebt dann auch am Südufer eine dichte Bebauung den ländlichen Charakter auf. Vor dem Magistratsweg und in Nachbarschaft zum Jugendzentrum Geschwister-Scholl-Heim/Kunstschule Sophie-Scholl liegen ausgedehnte Spiel- und Sportflächen mit zwei kleinen Fußball- oder Hockeyfeldern, einem Basketballplatz, mit Skate- und BMX-Pipes, Tischtennisplatten, einem Spielplatz und einem Rodelhügel im Grünzug.

#### Abschnitt 3, Teil 1: Wiesenbecken und Grabenkreuz
Die Gestaltung des Abschnitts vom Magistratsweg bis zum Päwesiner Weg besorgte das Büro Grigoleit Landschaftsarchitekten, das bereits den ersten Abschnitt ausgeführt hatte. Prägend für diesen Teil des Grünzugs sind das Wiesenbecken, das Grabenkreuz und die Bullengraben-Aue. Das biotopgeschützte und nach wie vor unzugängliche Wiesenbecken bezogen die Landschaftsarchitekten behutsam in die Planung ein. Stege und Plateaus, die sich in das Uferdickicht einschneiden, geben Blicke auf den lange verborgenen Teich und seinen Röhrichtbestand frei. Am Baluschekweg bricht die Wohnhausbebauung ab und die Niederung öffnet sich in das Grabenkreuz aus Bullengraben, Egelpfuhlgraben und Neustaakener Graben. Das Kreuz teilt den Raum in vier unterschiedlich geprägte Bereiche. Die Wildnis des Weidenbruchs, kurz gemähter Grasen mit locker verteilten einzelnen Bäumen, Feuchtwiesen mit Schilfbeständen und eine Pflanzung mit Ziergräsern stehen hier im Kontrast zueinander. Ein langgezogener Bohlensteg leitet in die enge Niederung des Egelpfuhlgrabens, der nach Süden abzweigt.

#### Abzweig Abschnitt 6: Egelpfuhlgraben

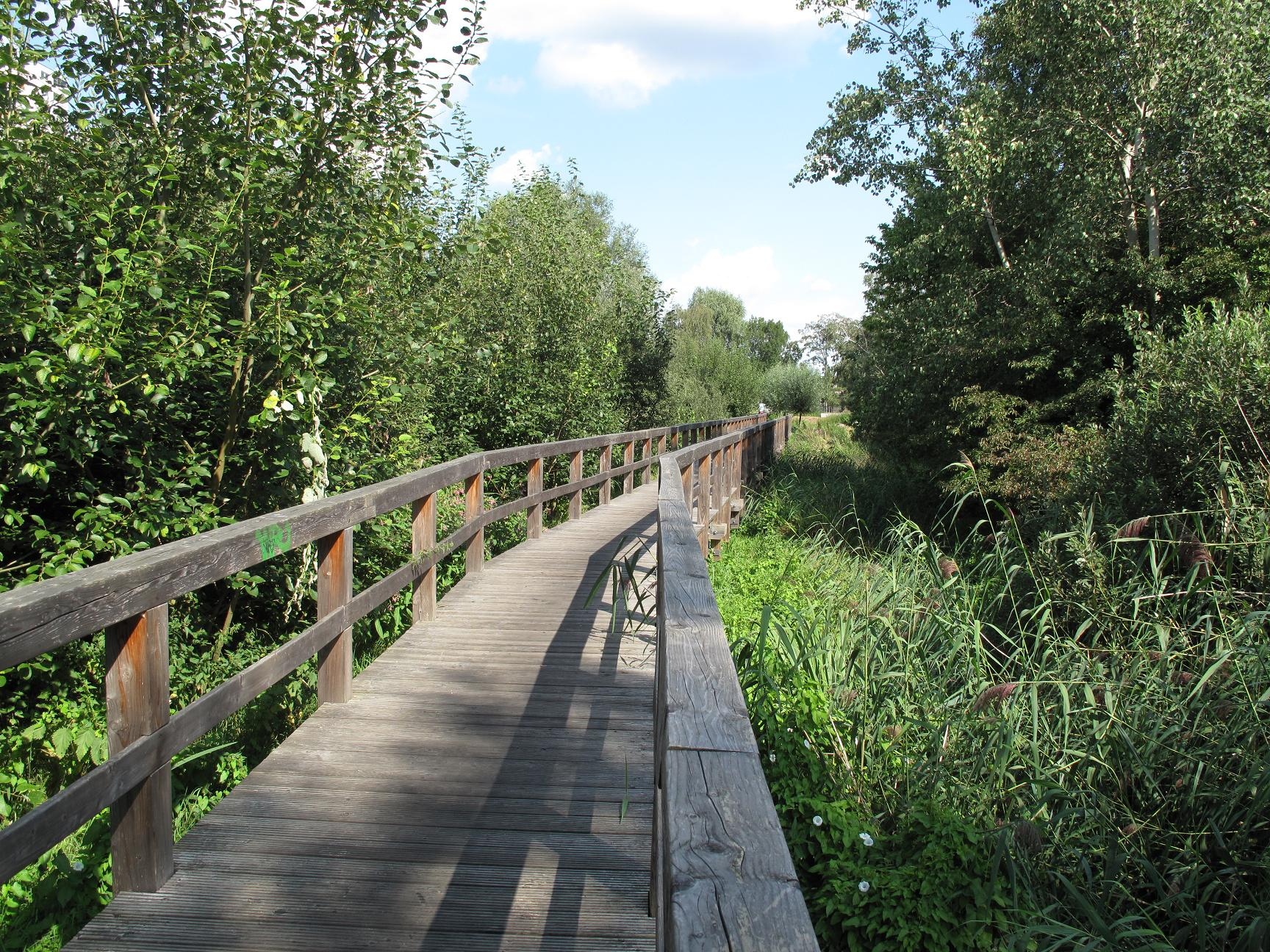
Steg über dem Egelpfuhlgraben zum Weidenbruch am Grabenkreuz

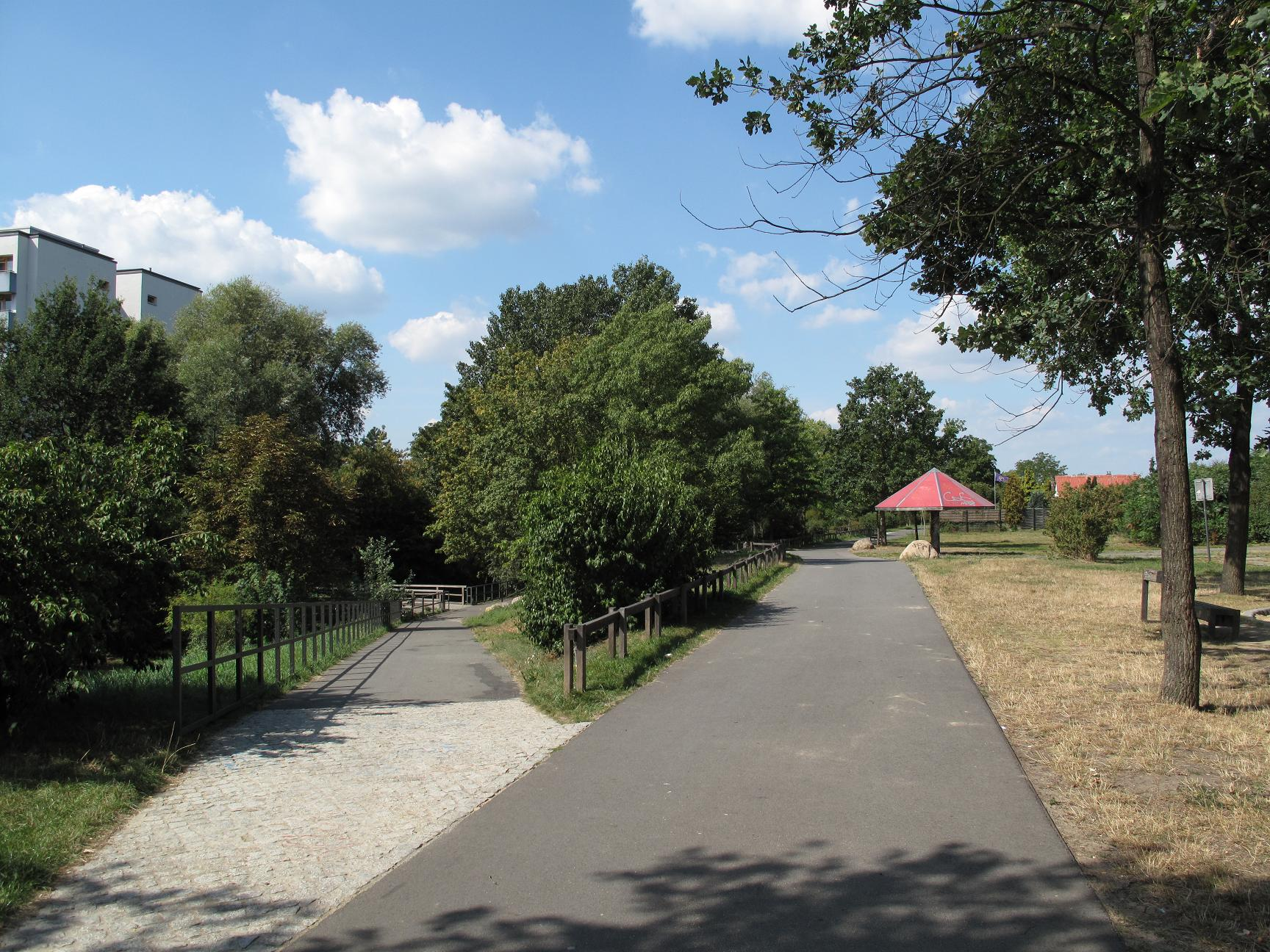
Grünzug am Egelpfuhlgraben

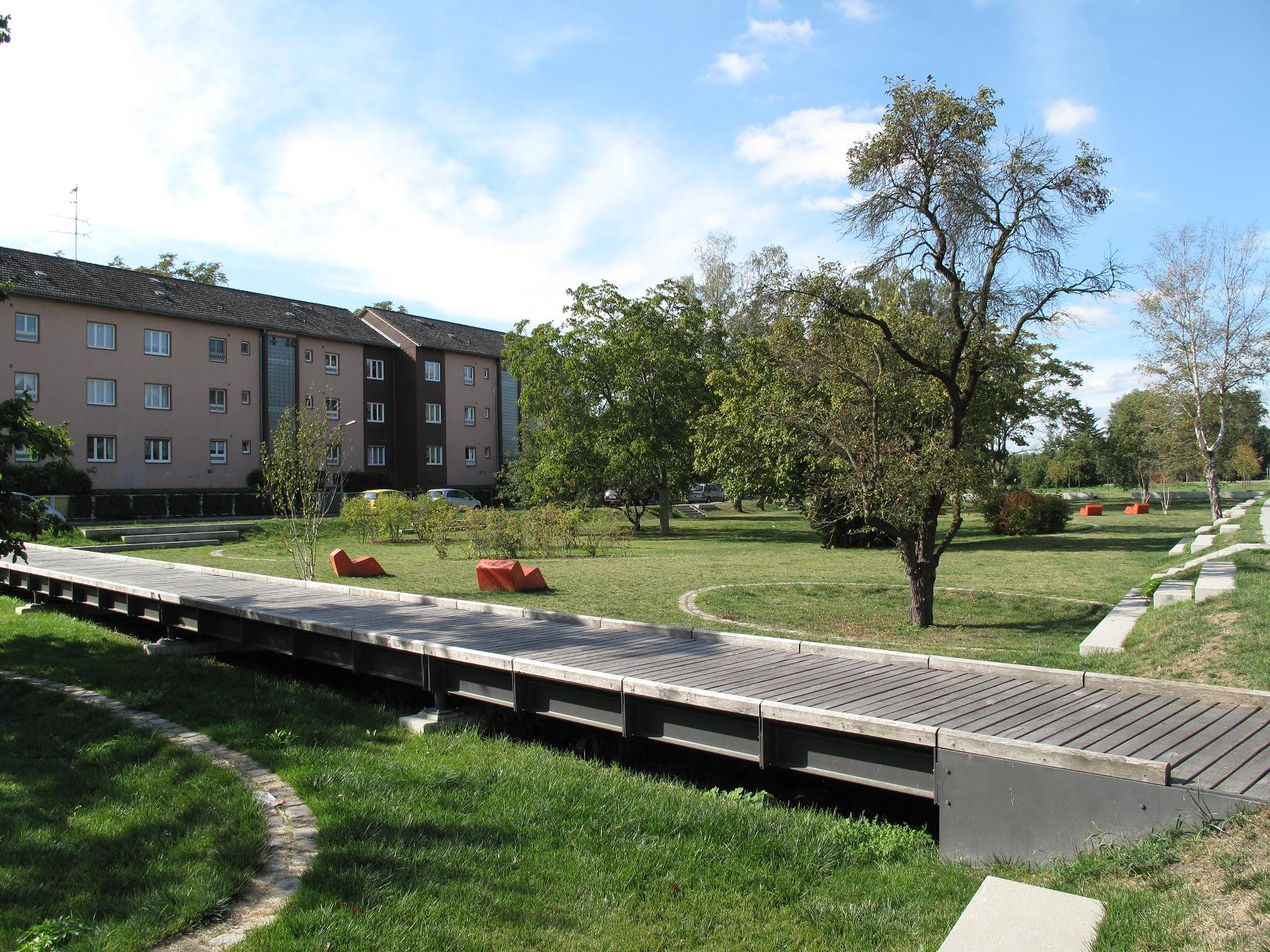
Senkgarten im Abschnitt 3

Vom Grabenkreuz führt der rund 150 Meter lange Bohlensteg vorbei an Weiden und hohem Schilf durch den häufig überfluteten Weidenbruch. Der anschließende, marode Pflasterweg wurde auch hier durch einen Asphaltbelag für Fußgänger und Radfahrer ersetzt, der den Egelpfuhlgraben auf der gesamten Länge von rund einem Kilometer nach Süden begleitet. Nach anfangs engem Verlauf weitet sich der Grünzug stellenweise auf 50 Meter. Auf der Westseite folgen die Lauben der ‚Kolonie am Baluschekweg‘, danach führt der Grünzug dicht an die Wohnblöcke des Baluschekwegs heran. Die Ostseite prägt ein offenes Grüngelände. Nach einem Schwenk nach Südosten an der Lutoner Straße erreicht der Grünzug die Egelpfuhlwiesen und die Grabenquelle vor dem Seeburger Weg.
Das ausführende ARGE Planungsbüro Förster & maigrün wertete den Abschnitt neben der Anlage des Weges und von Spiel- und Ruheflächen durch umfangreiche Rodungs- und Pflegemaßnahmen im Böschungsbereich des Egelpfuhlgrabens auf. Die Maßnahmen machten den Grabenverlauf und seinen Baumbestand wieder sichtbar. Sitzmauern aus Betonblöcken betonen den Eingang am Seeburger Weg. Nach der Setzung von 70.000 Blumenzwiebeln verwandeln sich die Rasenflächen im Frühjahr in ein Blütenmeer. Der Flächennutzungsplan trägt den Erfordernissen der „Geschützten Grünanlage“ Rechnung:

„Planerisches Ziel ist eine der örtlichen Situation angepasste behutsame Arrondierung der Wohnbauflächen im Bereich des übergeordneten Grünzugs Egelpfuhlwiesen, die östlich des Seeburger Wegs eine ergänzende Wohnbebauung ermöglicht. Der Grünzug Egelpfuhlwiesen als Teil einer großräumig wirksamen Grünvernetzung wird entsprechend seiner Funktion und Wertigkeit weiterhin dargestellt. […] Die Vereinbarkeit der Wohnbaufläche W3 mit den Zielen des Naturschutzes ist gewährleistet und im Rahmen der verbindlichen Bauleitplanung umzusetzen.“

#### Abschnitt 3, Teil 2: Bullengraben-Bulle, Senkgarten und Ulrikenbecken
Am Bullengraben selbst hebt sich östlich der Egelpfuhlstraße ein rostbrauner Stahlbulle von der grünen Wiese ab, die Plastik Bullengraben-Bulle des Künstlers Sebastian Kulisch. Konrad Birkholz, Bezirksbürgermeister von Spandau, enthüllte die Figur am 7. Juni 2007 als symbolisches Zeichen für die Eröffnung des Grünzugs.
Die Bebauung setzt sich hier auf beiden Seiten des Grünzugs fort. Auf der Nordseite wechseln Kleingartenkolonien mit aufgelockerten Gewerbegebieten, die Südseite bestimmen Mehrfamilienhäuser. Der sonst schmale, von hohen Dämmen begleitete Graben weitet sich hier auf. Dabei wurde die südliche Böschung abgeflacht und nach Süden verschoben, sodass ein großer kontrollierter Überflutungsbereich, die Bullengraben-Aue, entstanden ist. Auf einem neuen, zentral gelegten Damm führt der Weg vorbei an Wildobstwiesen und an einem Senkgarten mit alten Zier- und Obstbäumen, der mit roten Betonsesseln als Erholungs- und Ruhefläche angelegt ist. Den Senkgarten überspannt ein Holzsteg, der in den Hauptweg mündet. Auf der anderen Seite des Weges setzt eine Stahlbrücke über dem Bullengraben, die zur Kleingartenkolonie ‚Freie Scholle‘ führt, den Brückenzug fort. Getrennt durch einen schmalen Erdwall folgt dem Senkgarten mit dem Ulrikenbecken eine weitere Senke. Prägend für dieses Becken sind eine mächtige Weide und sein dichter Schilfbestand. Nach dem Ulrikenbecken engt sich der Grünzug durch Kleingärten, die nun auch auf der Südseite folgen, bis zum Päwesiner Weg auf eine Breite von rund 80 Metern ein. Die Baukosten für den 9,1 Hektar umfassenden Bereich lagen bei 1,625 Millionen Euro.

#### Abschnitt 4: Hoch zum Spandauer Siedlungskern

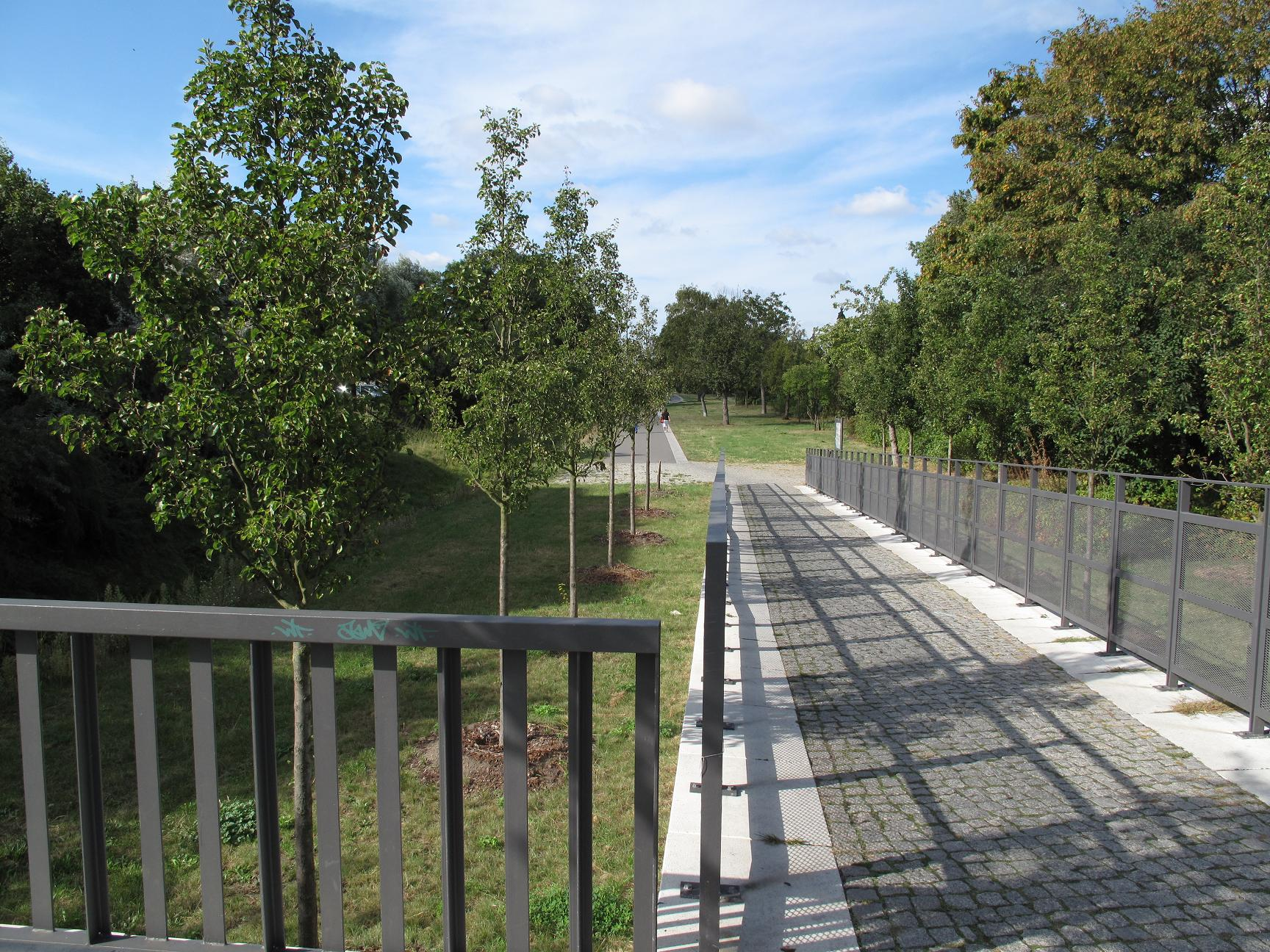
Zugang zum Grünzug am Elsflether Weg

Der ein Kilometer lange und bis zu 200 Meter breite Abschnitt zwischen dem Päwesiner Weg und der Klosterstraße, an dem der Grünzug das Spandauer Zentrum erreicht, betont den Höhenunterschied der Grabensenke zur umliegenden Stadtlandschaft. Der Höhenunterschied der Senke zur Umgebung geht nicht auf eine natürliche Vertiefung zurück, sondern auf Aufschüttungen des morastigen Grundes für den Stadtbau. Die Höhendifferenz vergrößert sich mit dem von West nach Ost zunehmenden Alter der Stadt und zeigt sich besonders deutlich an den Schnittstellen zwischen dem Bullengraben und den Querungsstraßen sowie an der großen Niederungswiese mit älterem Baumbestand, dem prägenden Landschaftselement. Ein Steg führt durch die tieferliegende Wiese zur nördlichen Promenade, die das für den Abschnitt zuständige Büro für Landschaftsarchitektur Häfner/Jimenez mit Bänken und abwechslungsreichen Staudenpflanzungen ausstattete. In den Eingangsbereichen dominieren Obstbäume wie Zierkirschen und Birnen. Den zentralen Asphaltweg begleiten Rasenflächen und Baumalleen. Auf der Klosterfelder Nordseite grenzen vier Kleingartenkolonien an den Grünzug, während kleinere Gewerbeflächen die Südseite bestimmen. Am Päwesiner und Elsflether Weg ergänzen kleine Sandflächen mit Spielgeräten das Freizeitangebot. Die Baukosten des Abschnitts betrugen rund 1,5 Millionen Euro.

#### Abschnitt 5: Am Ziegelhof, Burgwallgraben, Havel

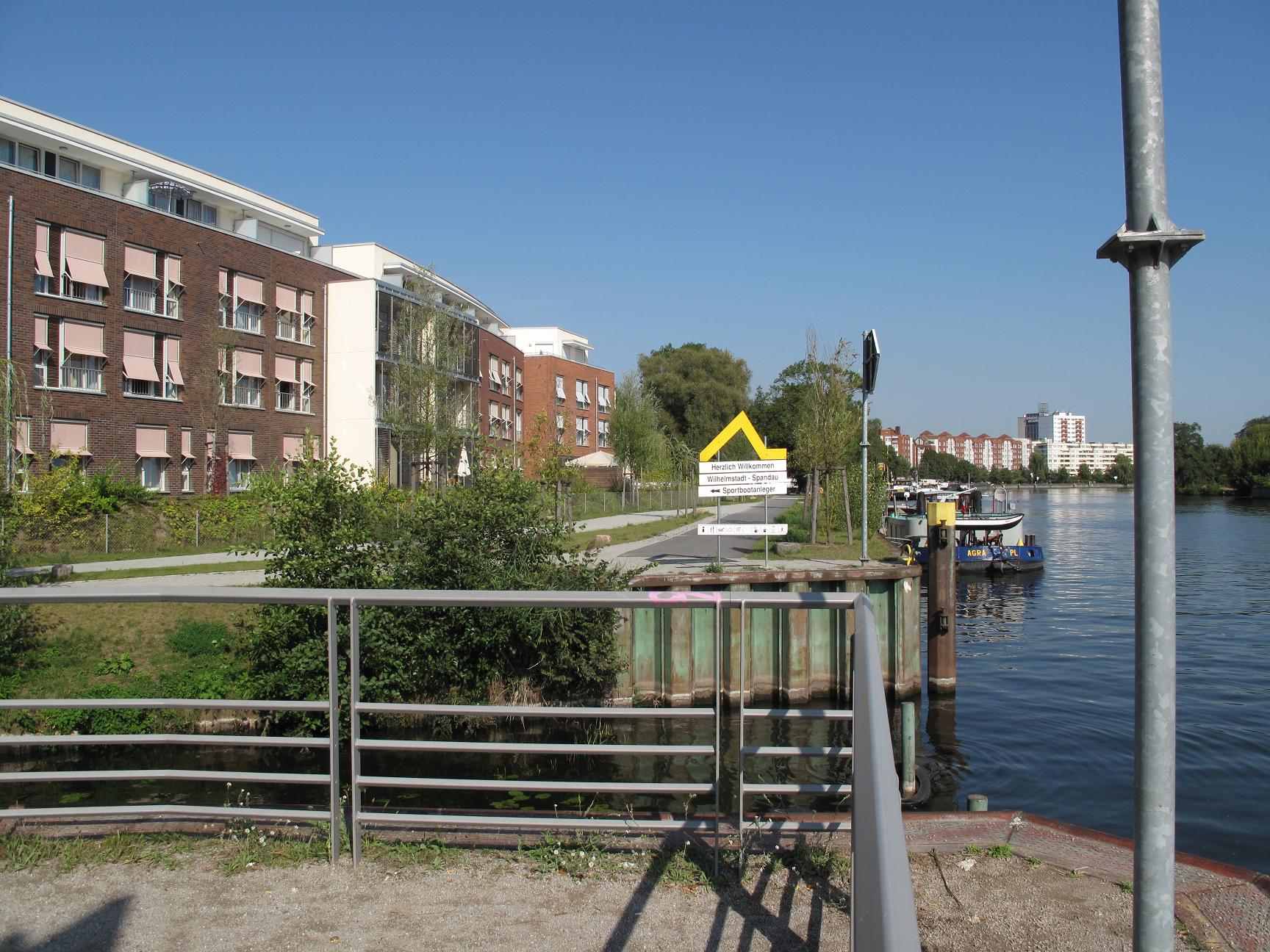
Mündung des Burgwallgrabens in die Havel am Lindenufer

Nach der Unterbrechung an der Klosterstraße verlässt der Grünzug den Bullengraben und zieht sich vom Ziegelhof in einer Schleife nach Südosten zur Havel. Ein Spazierweg ersetzt hier den Asphaltweg und begleitet in scharfkantigen Windungen den verbliebenen Teil des Burgwallgrabens. Das landschaftsarchitektonische Konzept von Topotek 1, Gesellschaft von Landschaftsarchitekten mbH, unterstreicht den atmosphärischen Charakter eines lang gestreckten, vom Wasser geprägten Raumes. Im unteren Teil des Burgwallgrabens, der für Sportboote befahrbar ist, bauten die Landschaftsarchitekten eine großzügige Wassertreppe in die Böschung. „Zur Havel hin öffnet sich der Weg und wird entsprechend den Maßstäben des Gewässers zu einer städtischen Promenade mit leuchtend gelben Parkbänken.“ Mit Stand 2009 ist der Havelabschnitt auf rund 30 Meter angelegt, die Erweiterung nach Süden bis zur Schulenburgbrücke befindet sich im Bau. Auf der anderen Seite der Burgwallmündung setzt sich die Lindenuferpromenade nach Norden fort. Diese Promenade wurde bereits 2006, gleichfalls als Ersatzmaßnahme der Deutschen Bahn, fertiggestellt. Da noch keine Brücke über den Graben existiert, lässt sich dieser Abschnitt nur durch Umgehung des größten Teils des Burgwallgrabens erreichen.

## Einbindung in das Berliner Wegenetz und Entwicklungskonzept
Der den Graben und Grünzug begleitende Bullengrabenweg gehört unter der Nr. 20 zu den 20 grünen Hauptwegen Berlins, die weitgehend mit blau-weißen Aufklebern mit der entsprechenden Nummer ausgezeichnet und markiert sind. Die Wegverbindungen weisen noch einige Lücken auf, für die Ersatz- und Umgehungsstrecken vorgegeben werden.
Der Bullengrabengrünzug trifft an der Lindenuferpromenade auf den Havelseenweg (Hauptweg 12). In der weiteren Weg- und Grünraumvernetzung besteht eine Lücke zwischen dem Lindenufer und dem Landschaftsschutzgebiet Tiefwerder Wiesen auf der südöstlichen Havelseite. In einem Planwerk Westraum Berlin schlug die Senatsverwaltung für Stadtentwicklung 2004 zur direkten Anbindung vor:

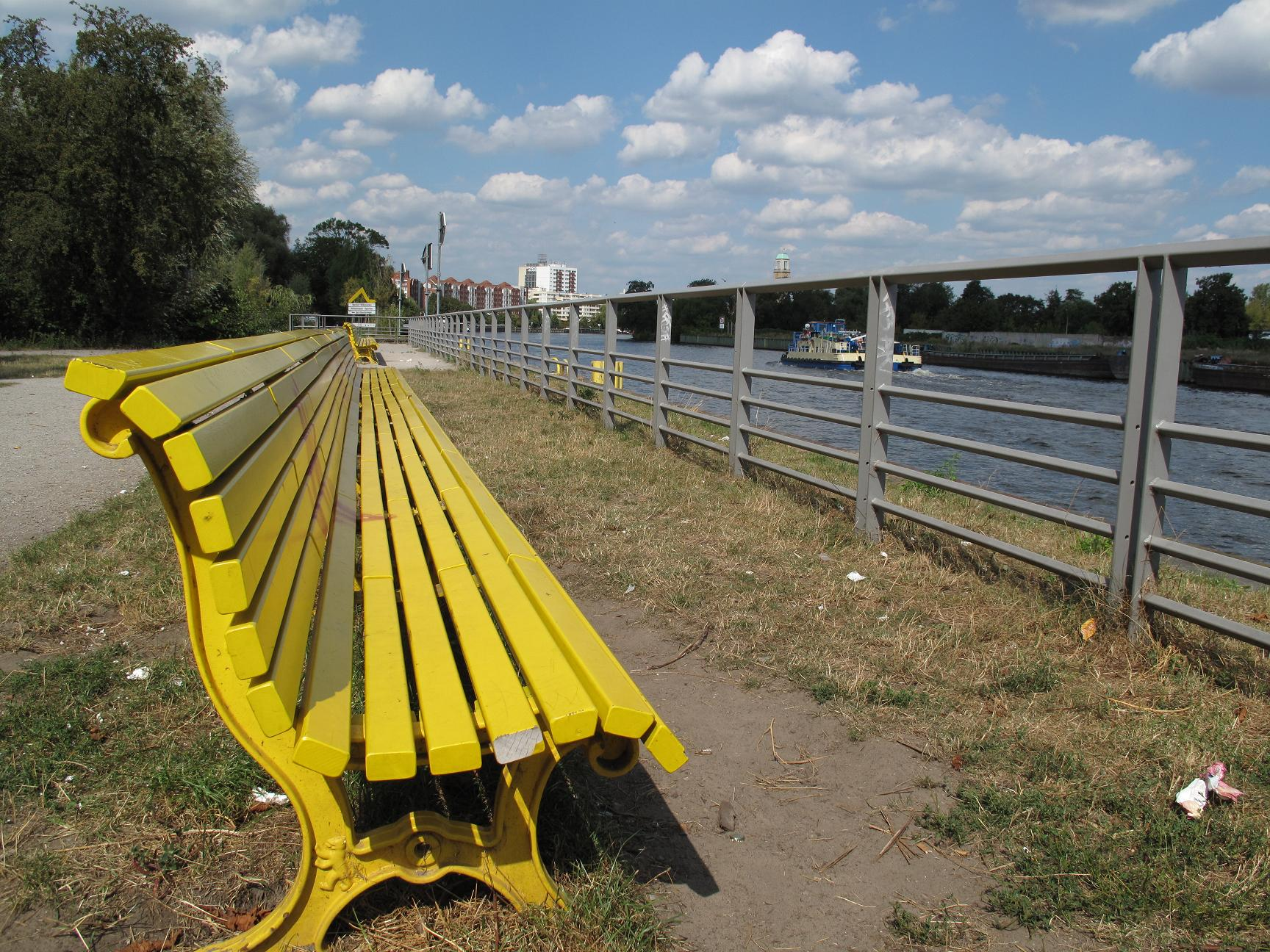
Ende des Grünzugs am Havel-Lindenufer und Übergang zum Havelseenweg, grüner Hauptweg Nr. 12

„Durch einen Fußgängersteg über die Havel könnte der Bullengrabengrünzug mit Tiefwerder, der Murellenschlucht und dem vorgeschlagenen Höhenweg an der Hangkante des Teltow verbunden werden und zu ausgedehnten Spaziergängen zum Schloss Charlottenburg […] anregen.“

Über den Spreewanderweg (Hauptweg 01) wäre der Bullengrabengrünzug damit über das Schloss Charlottenburg und den Großen Tiergarten mit der westlichen City Berlins und dem Europawanderweg E11 verbunden. Nach Norden vernetzt der Havelseenweg (Hauptweg 12) mit dem Heiligenseer Weg (Hauptweg 03). Nach Süden ergibt sich über den Havelhöhenweg durch den Grunewald eine Verbindung zum Wannseeweg (Hauptweg 11) und nach Südwesten über den Berliner Mauerweg, den der Bullengraben an seiner Staakener symbolischen Quelle (Absetzbecken) quert, oder über den Ramingraben/Amalienhofgraben eine Verbindung zur Grünanlage Hahneberg und dem Spandauer Weg (Hauptweg 02) auf der Nordkante der Nauener Platte. Zudem liegt der Grünzug nur rund 1200 Meter von der westlichen Berliner Grenze entfernt, sodass die Stadt hier eine Anbindung in Richtung Dallgower Niederung plant. Mit der Umsetzung wird der Grünzug Bullengraben die Berliner City in einem nahezu durchgehenden Grünband mit der Döberitzer Heide und der Seeburger Agrarlandschaft vernetzen.